# Liste der Mitglieder des US-Repräsentantenhauses aus Pennsylvania

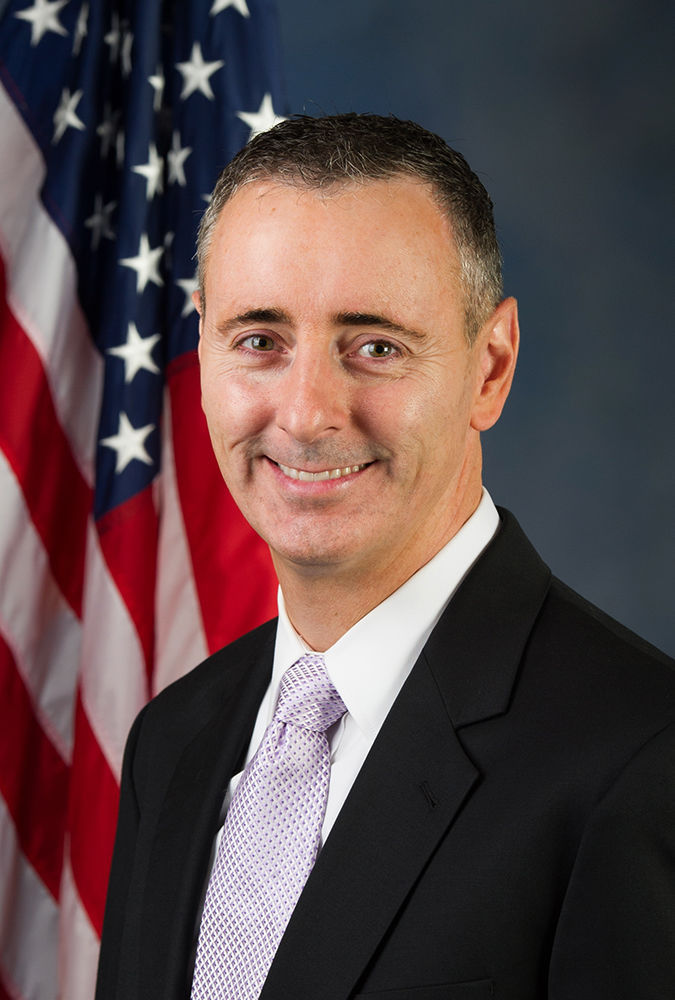
Brian Fitzpatrick, derzeitiger Vertreter des ersten Kongresswahlbezirks von Pennsylvania

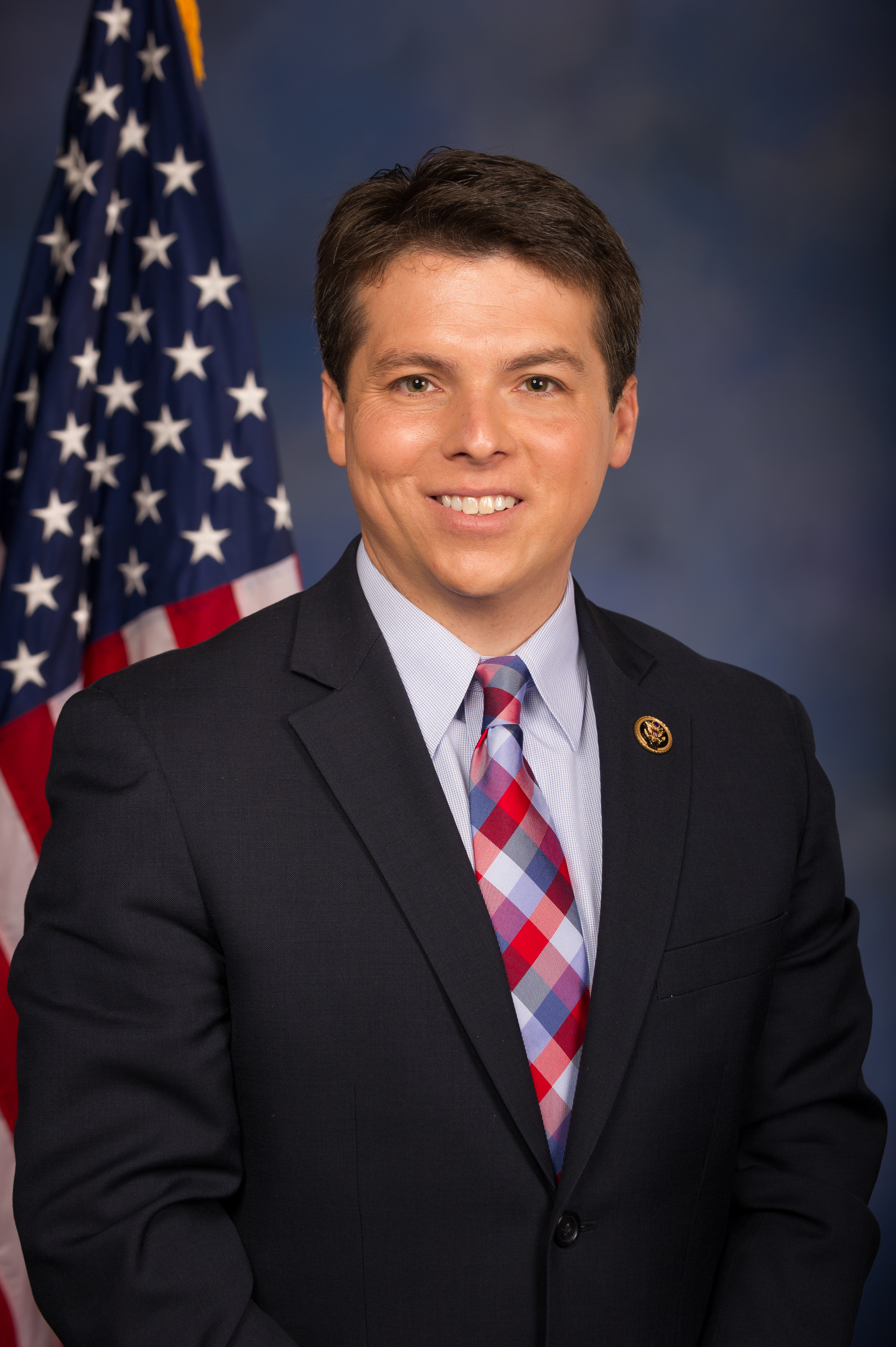
Brendan F. Boyle, derzeitiger Vertreter des zweiten Kongresswahlbezirks von Pennsylvania

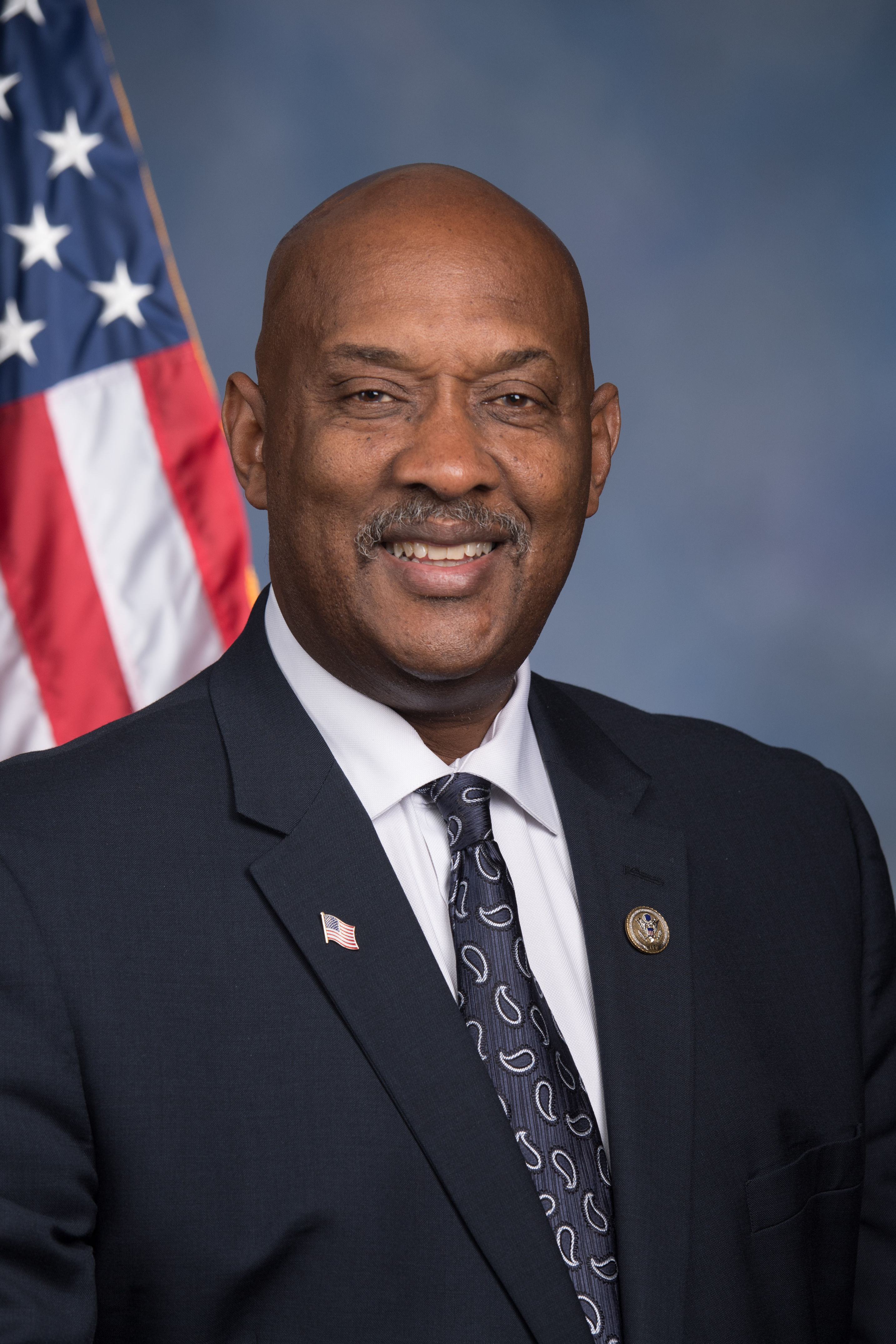
Dwight Evans, derzeitiger Vertreter des dritten Kongresswahlbezirks von Pennsylvania

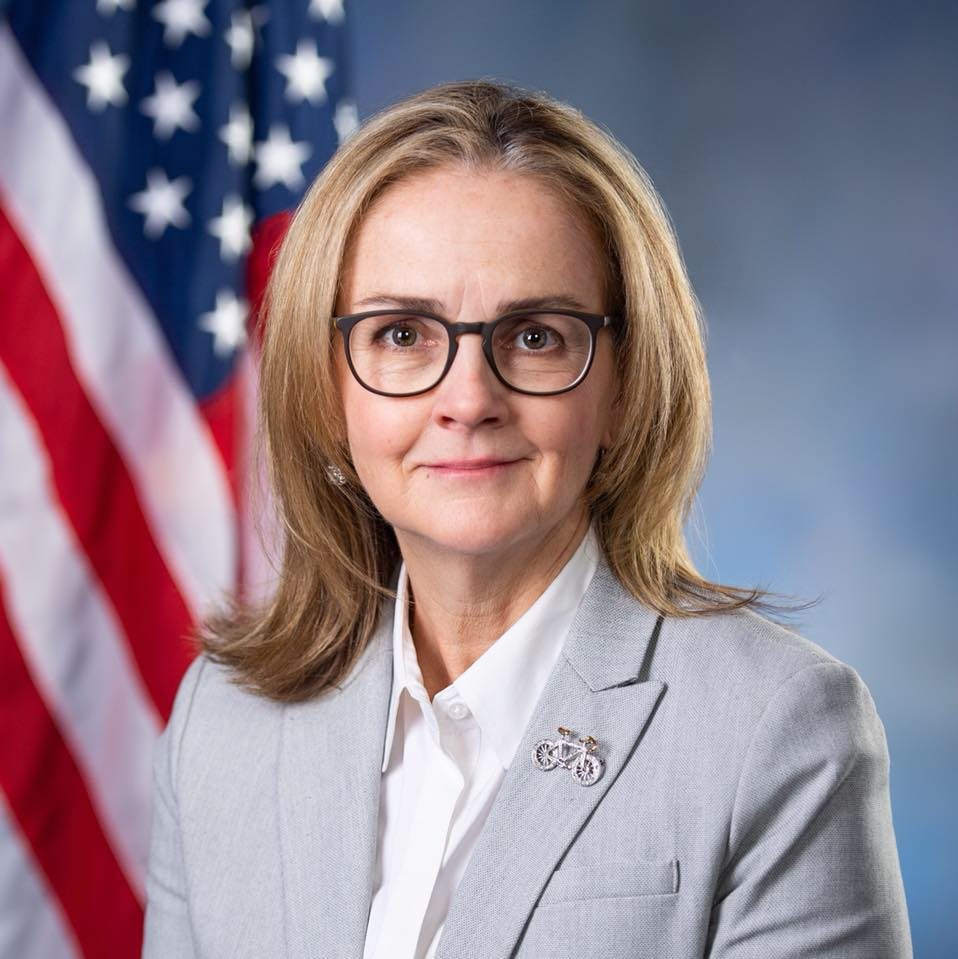
Madeleine Dean, derzeitige Vertreterin des vierten Kongresswahlbezirks von Pennsylvania

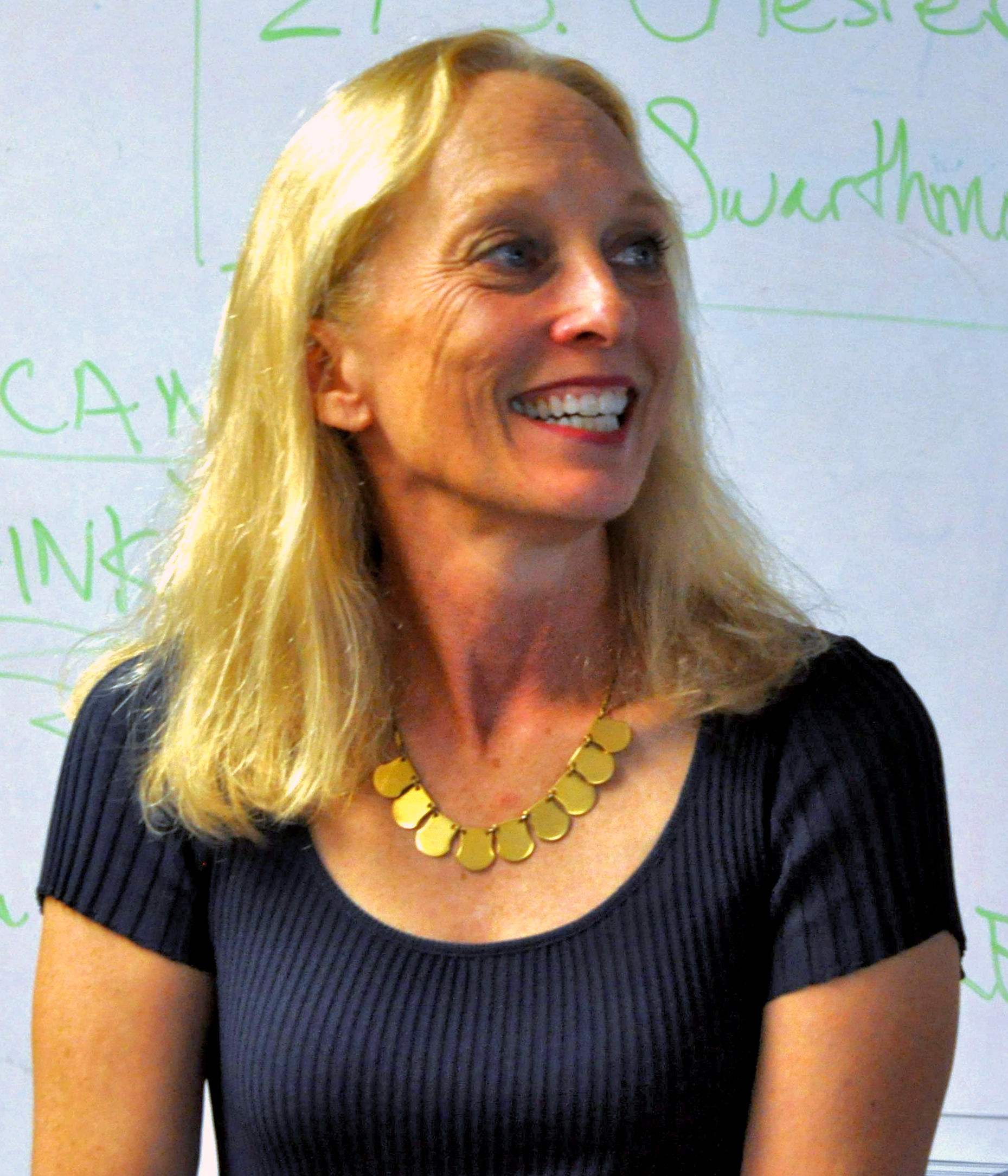
Mary Gay Scanlon, derzeitige Vertreterin des fünften Kongresswahlbezirks von Pennsylvania

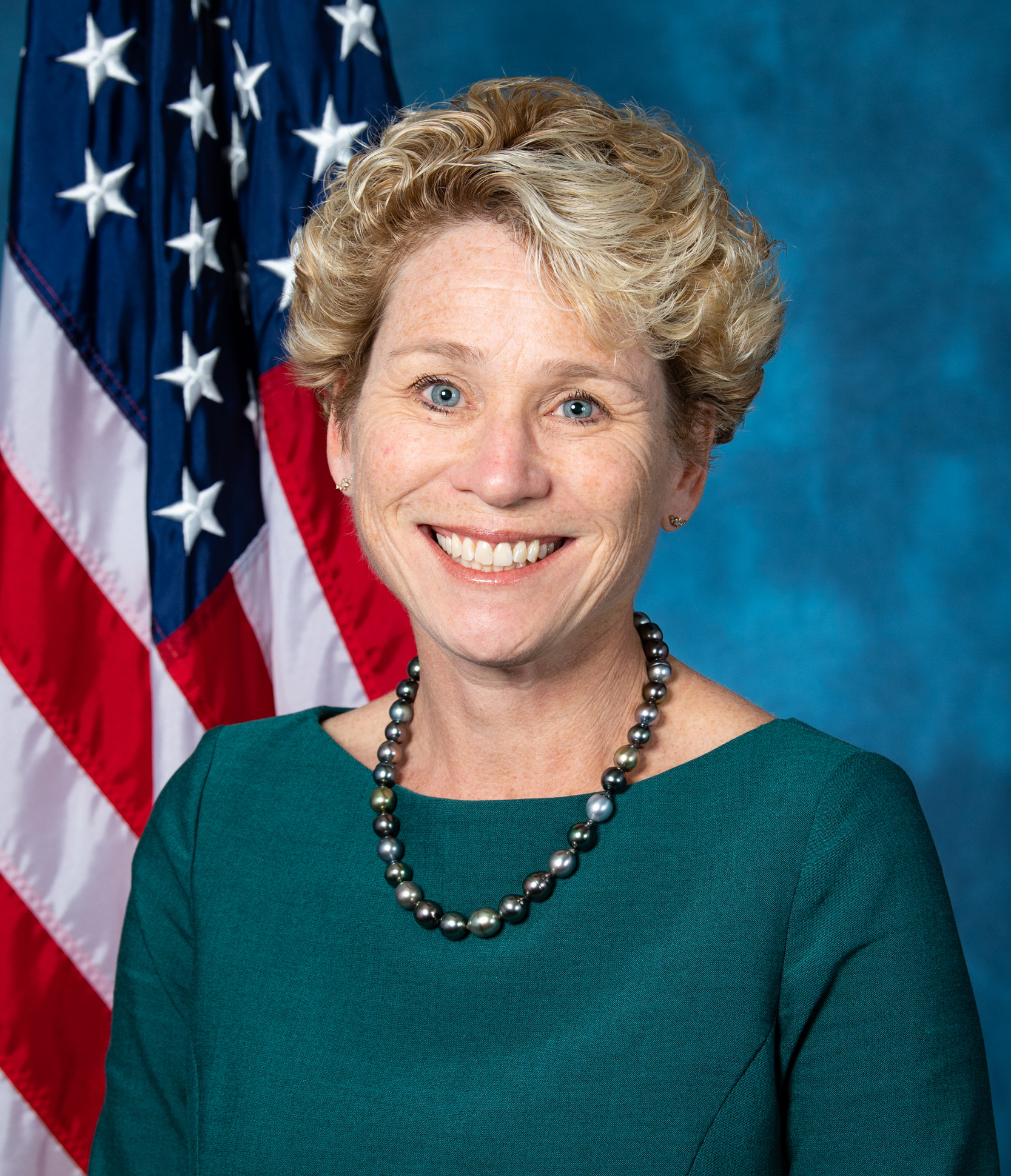
Chrissy Houlahan, derzeitige Vertreterin des sechsten Kongresswahlbezirks von Pennsylvania

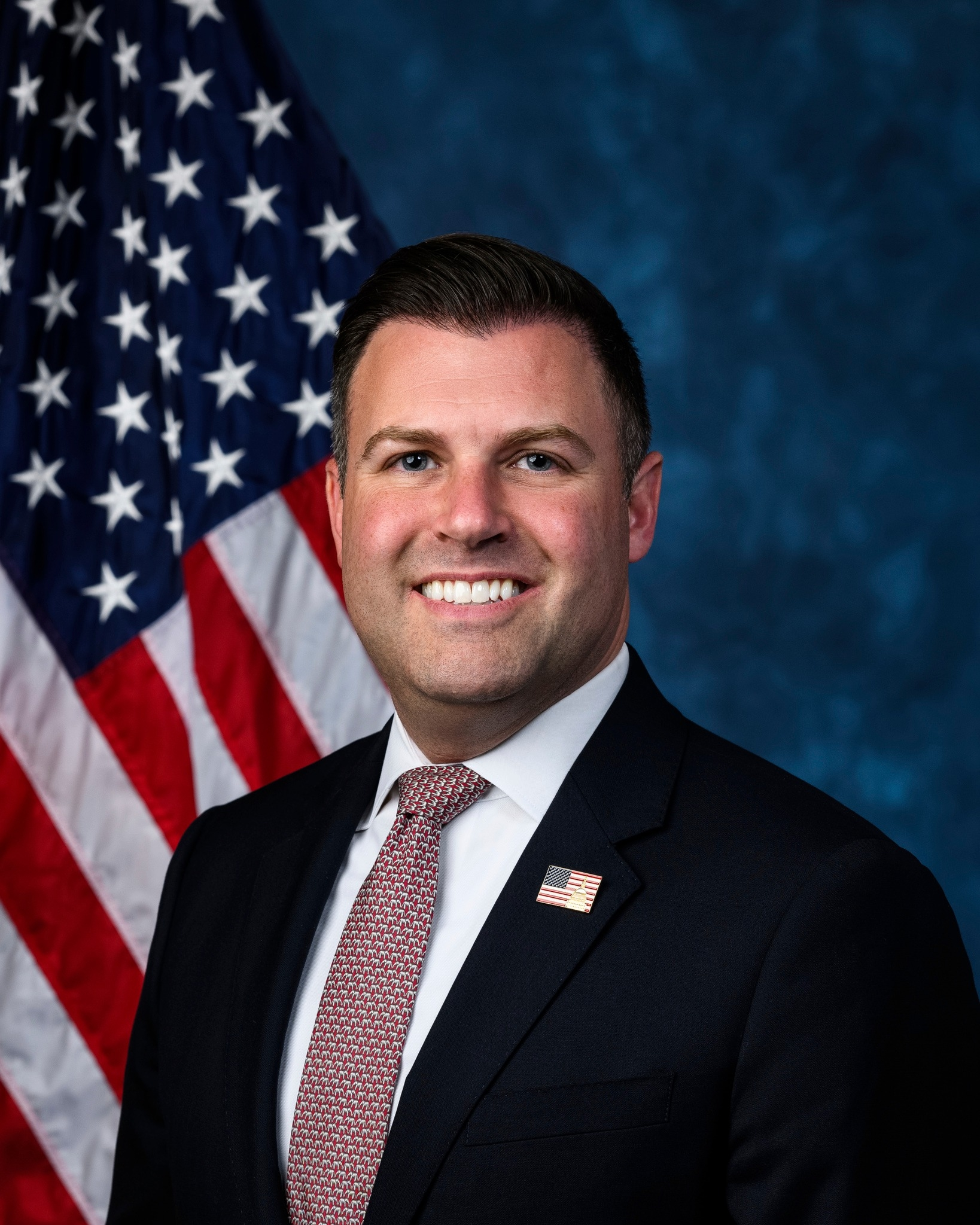
Ryan Mackenzie, derzeitiger Vertreter des siebten Kongresswahlbezirks von Pennsylvania

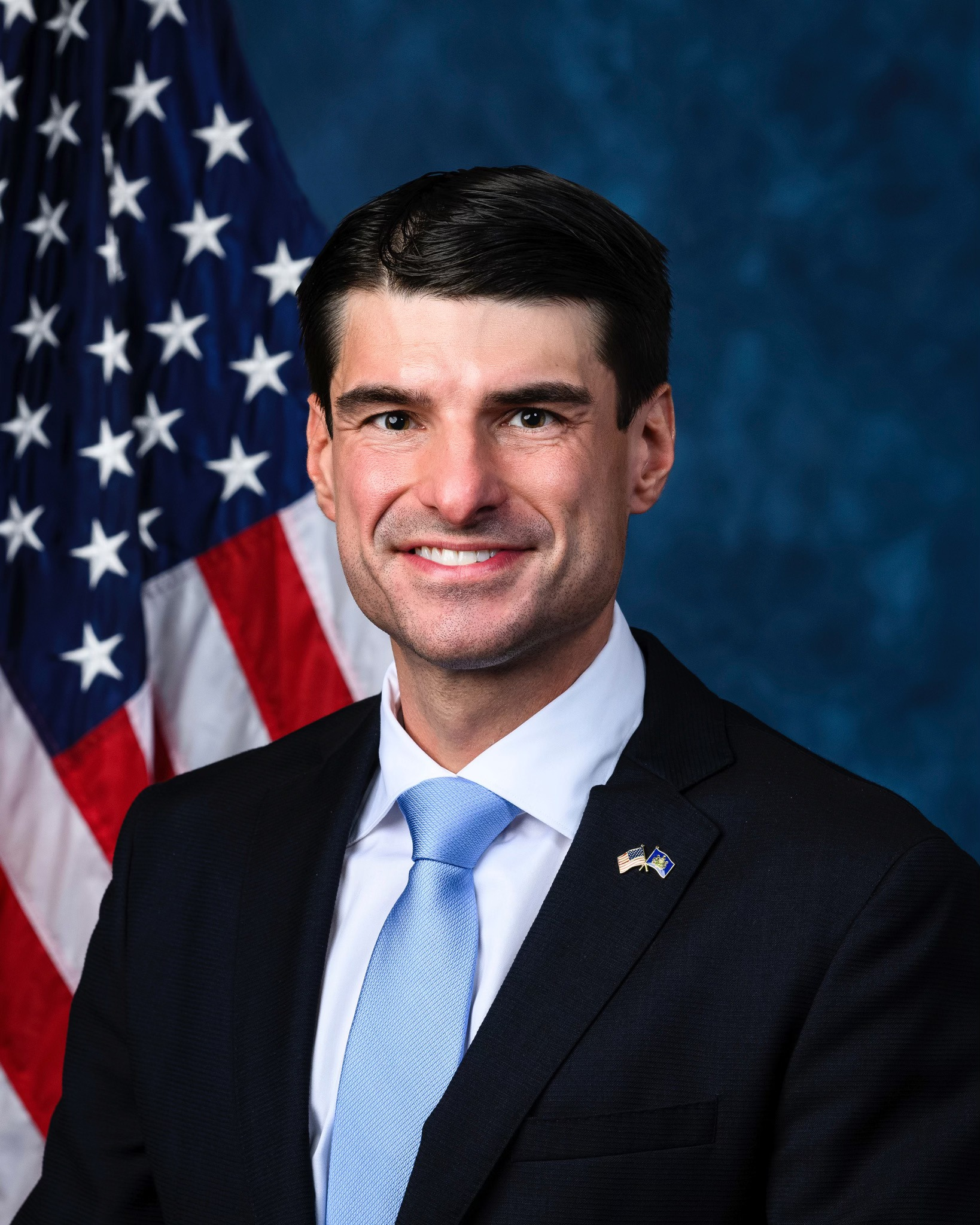
Rob Bresnahan, derzeitiger Vertreter des achten Kongresswahlbezirks von Pennsylvania

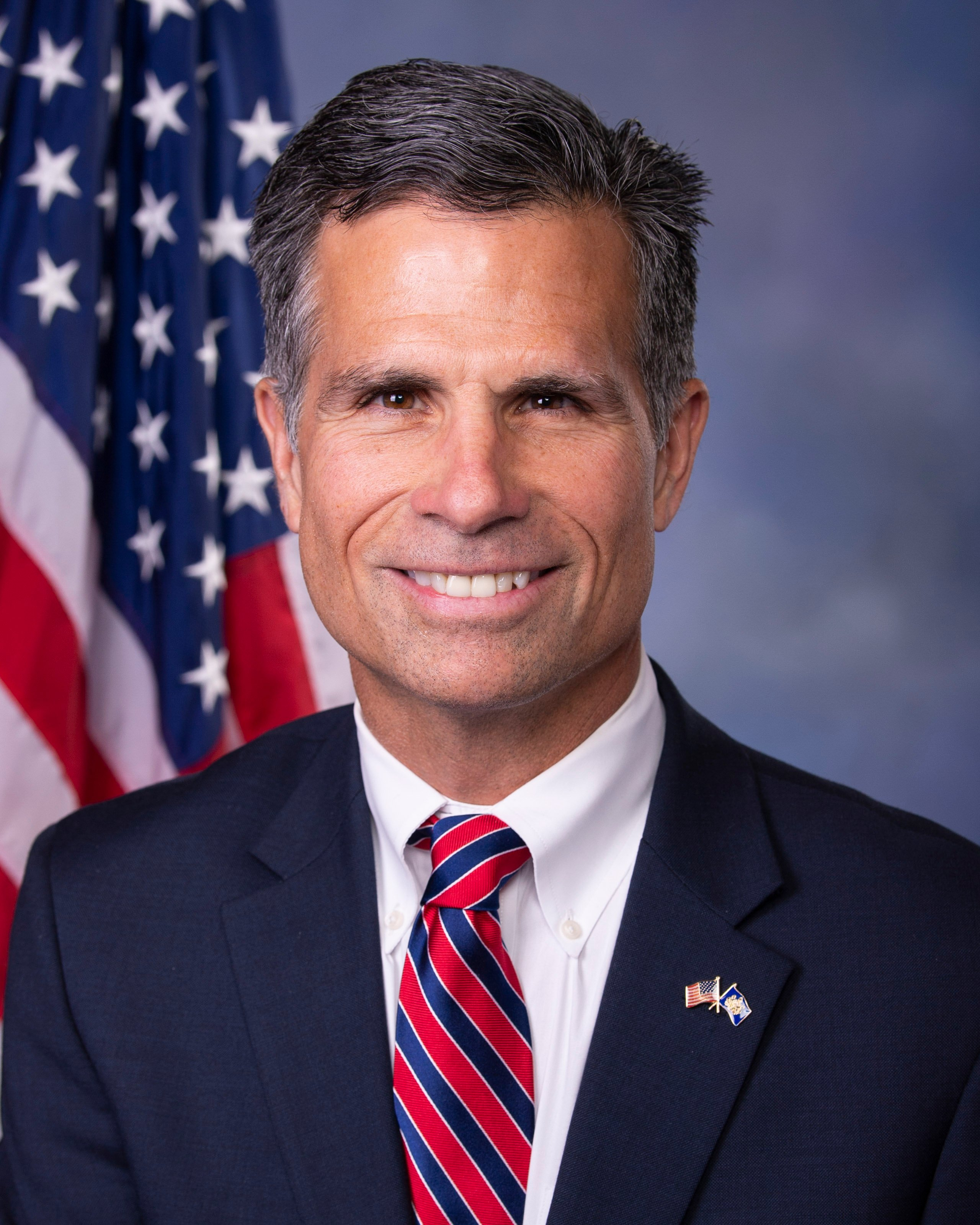
Dan Meuser, derzeitiger Vertreter des neunten Kongresswahlbezirks von Pennsylvania

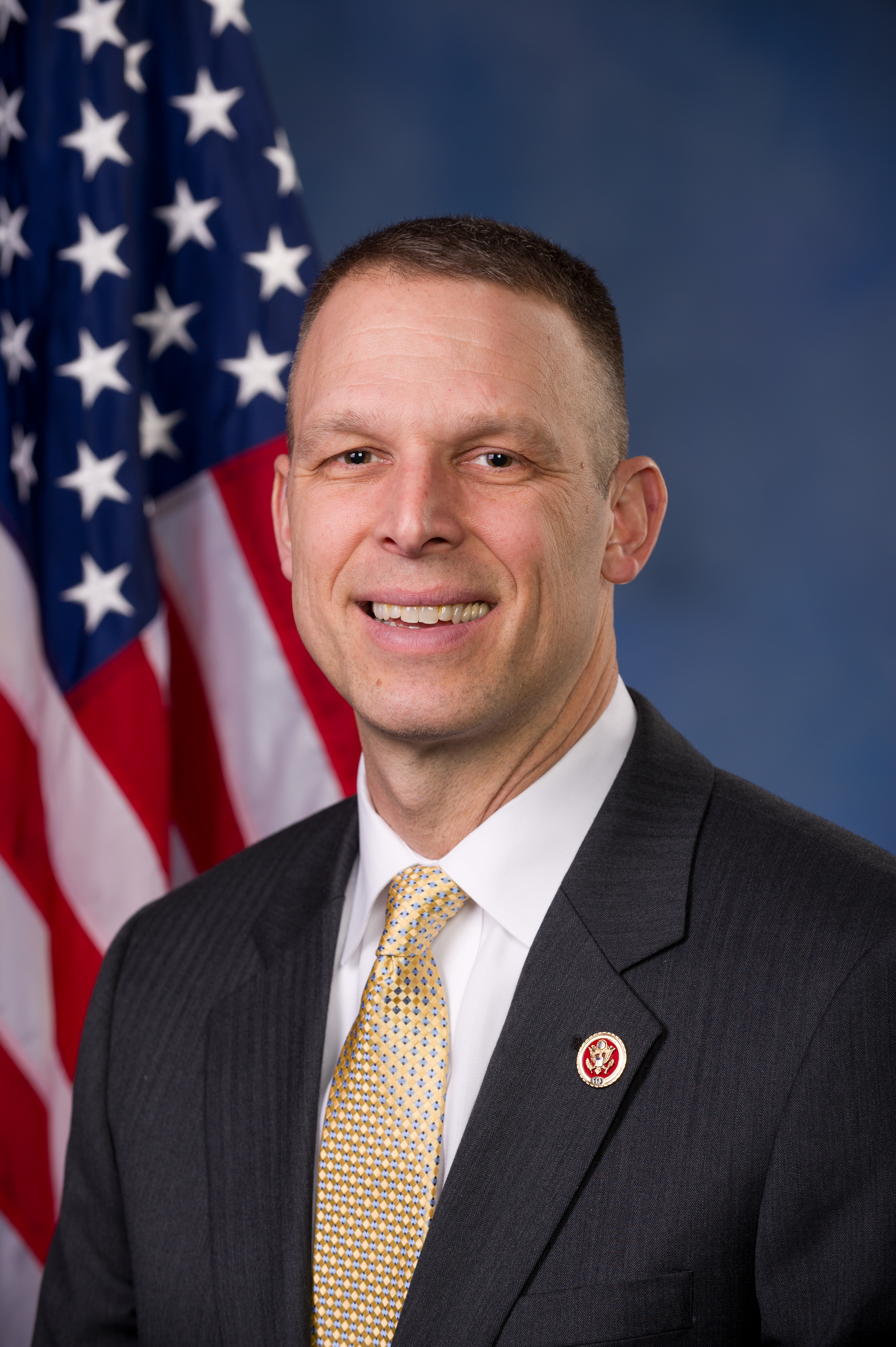
Scott Perry, derzeitiger Vertreter des zehnten Kongresswahlbezirks von Pennsylvania

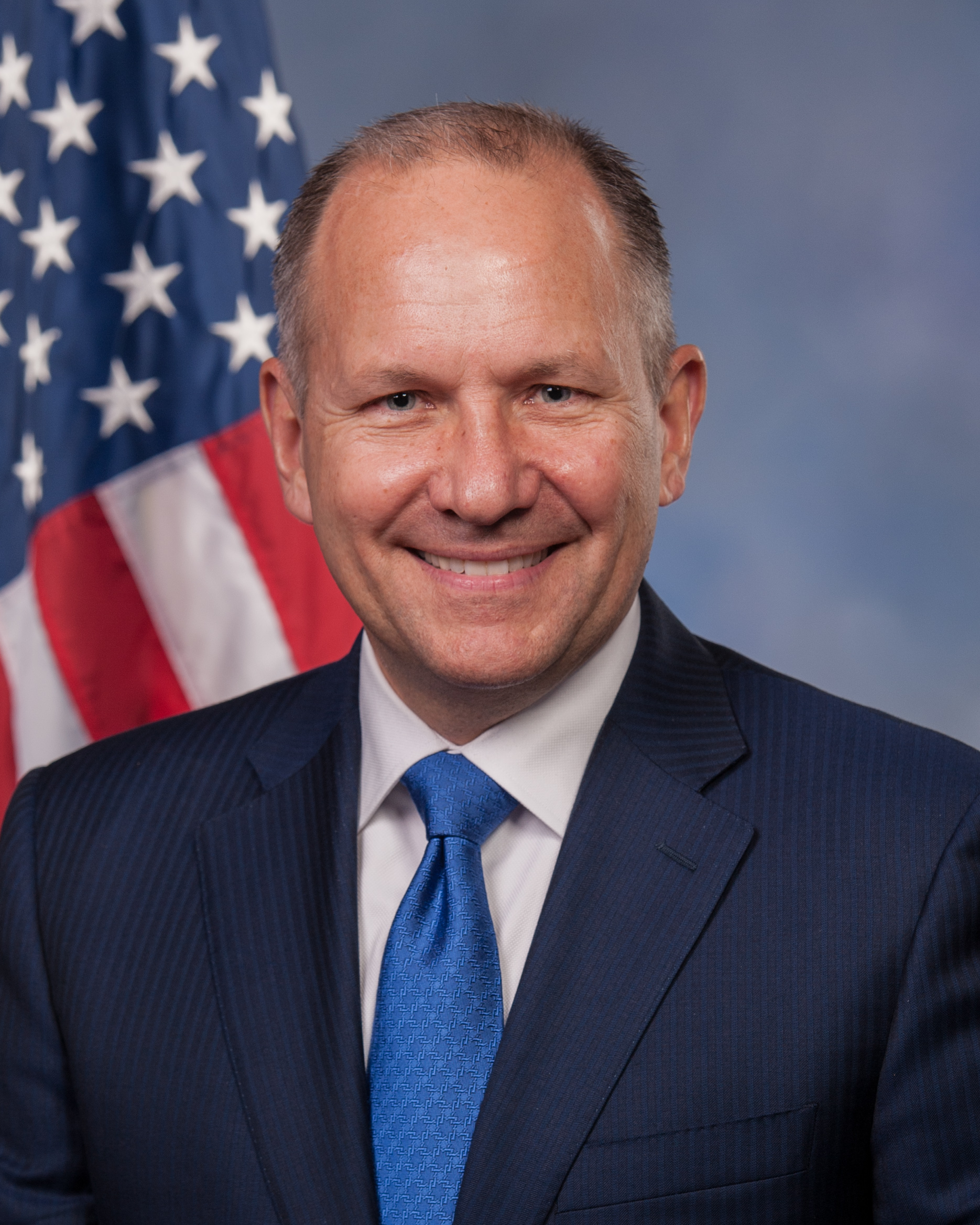
Lloyd Smucker, derzeitiger Vertreter des elften Kongresswahlbezirks von Pennsylvania

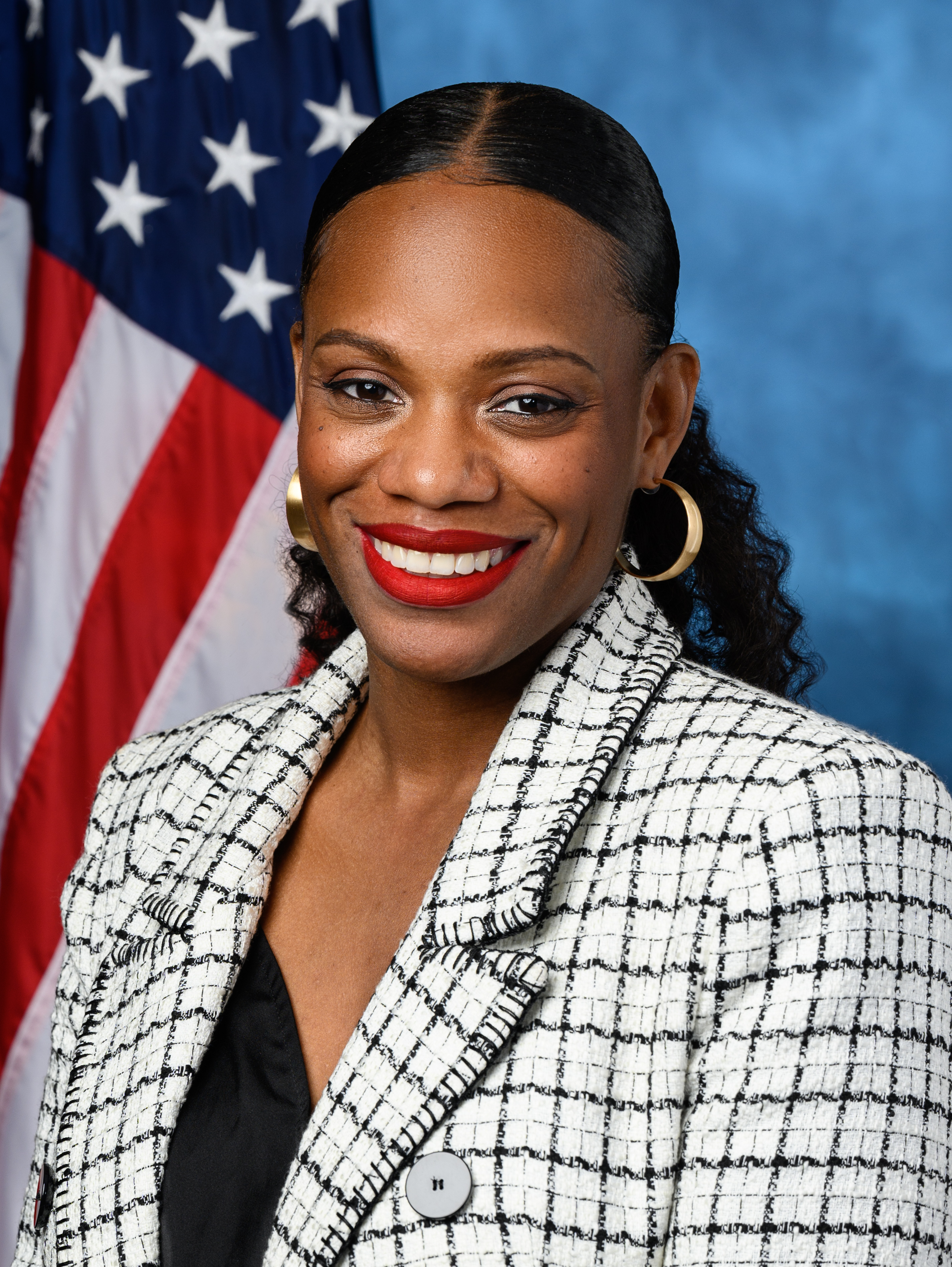
Summer Lee, derzeitige Vertreterin des zwölften Kongresswahlbezirks von Pennsylvania

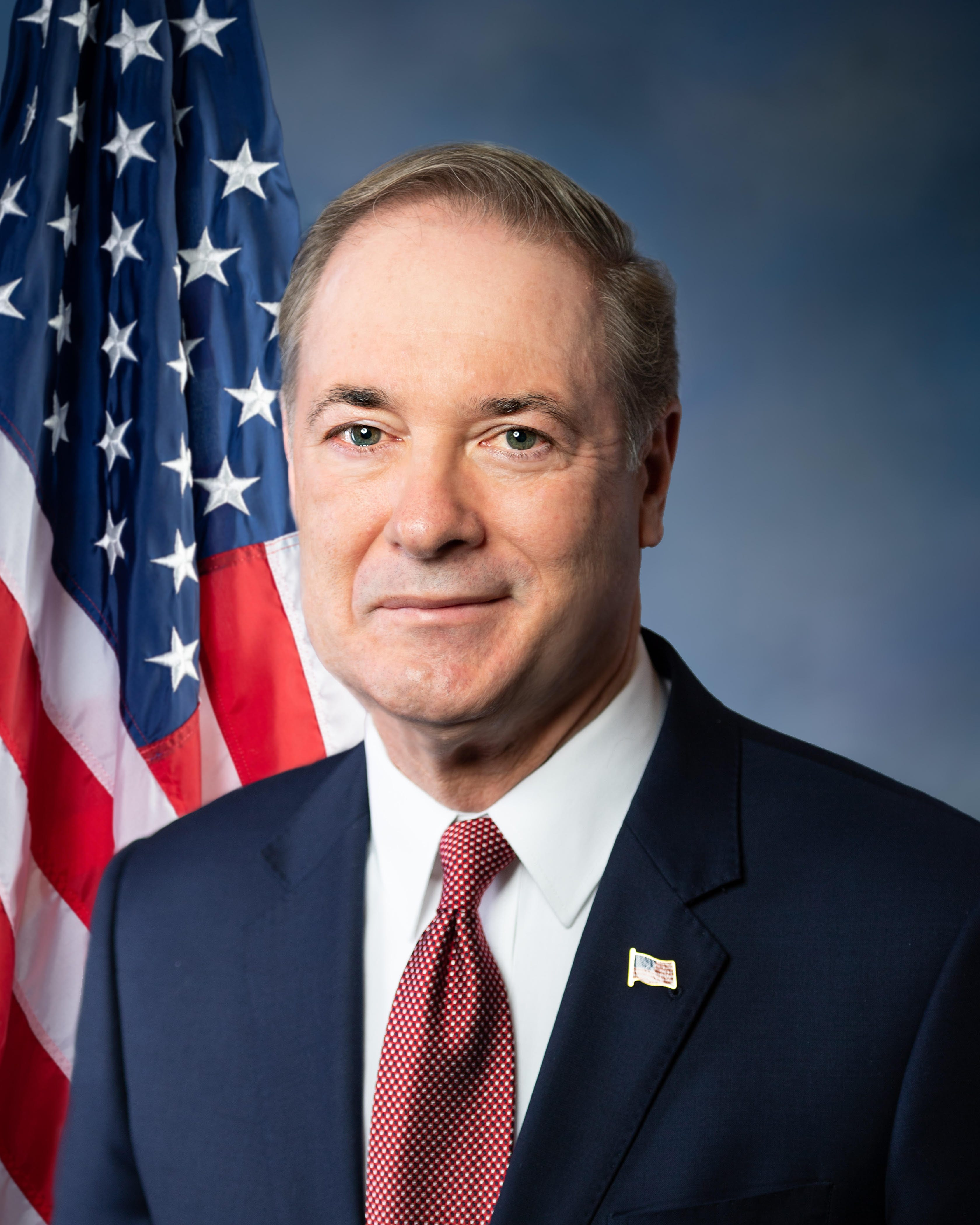
John Joyce, derzeitiger Vertreter des 13. Kongresswahlbezirks von Pennsylvania

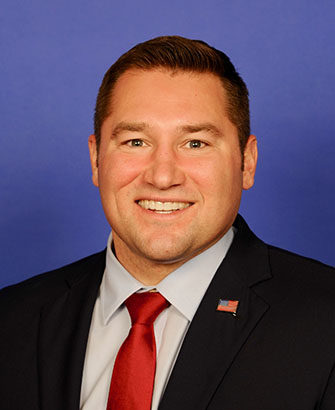
Guy Reschenthaler, derzeitiger Vertreter des 14. Kongresswahlbezirks von Pennsylvania

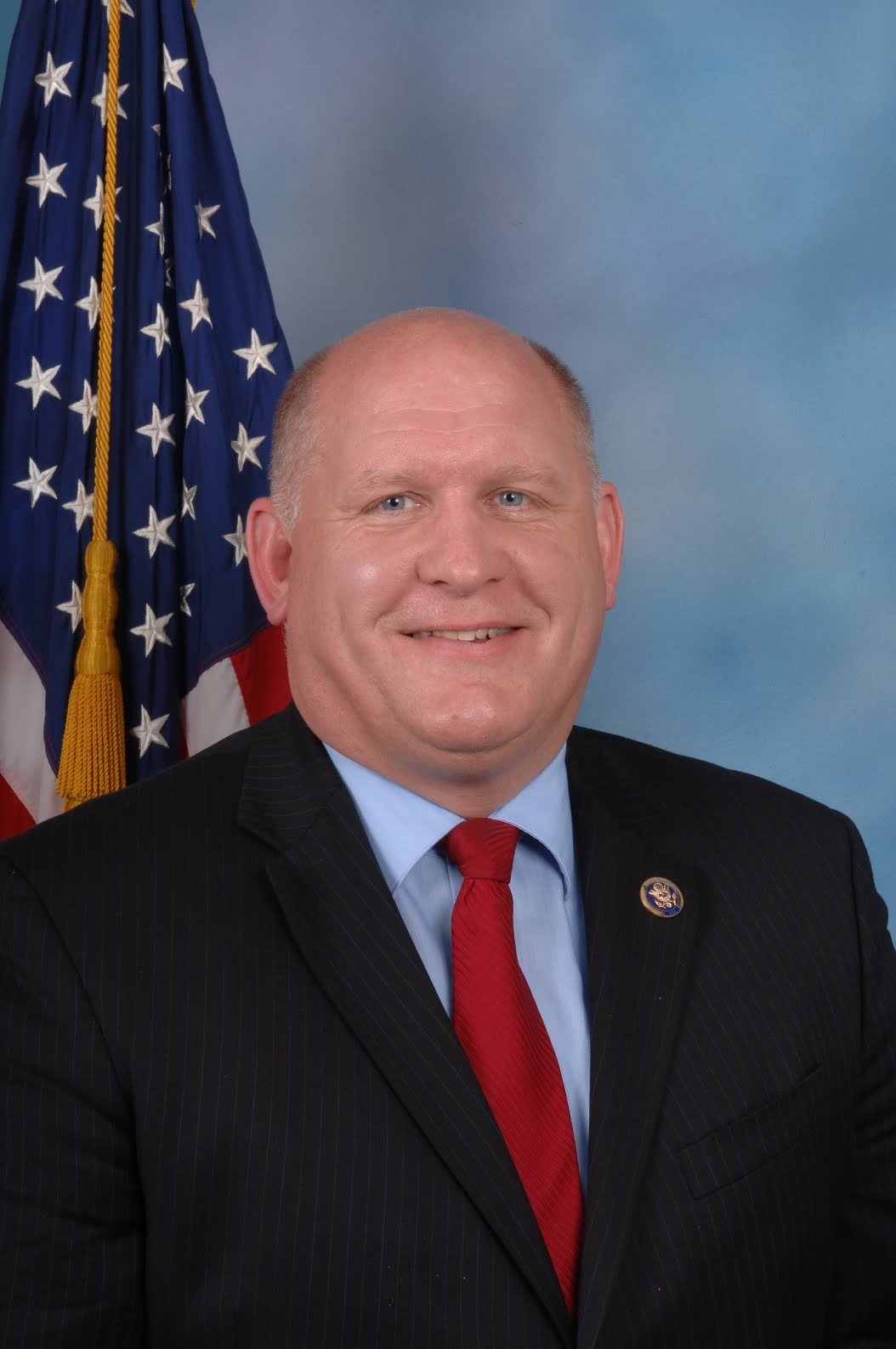
Glenn Thompson, derzeitiger Vertreter des 15. Kongresswahlbezirks von Pennsylvania

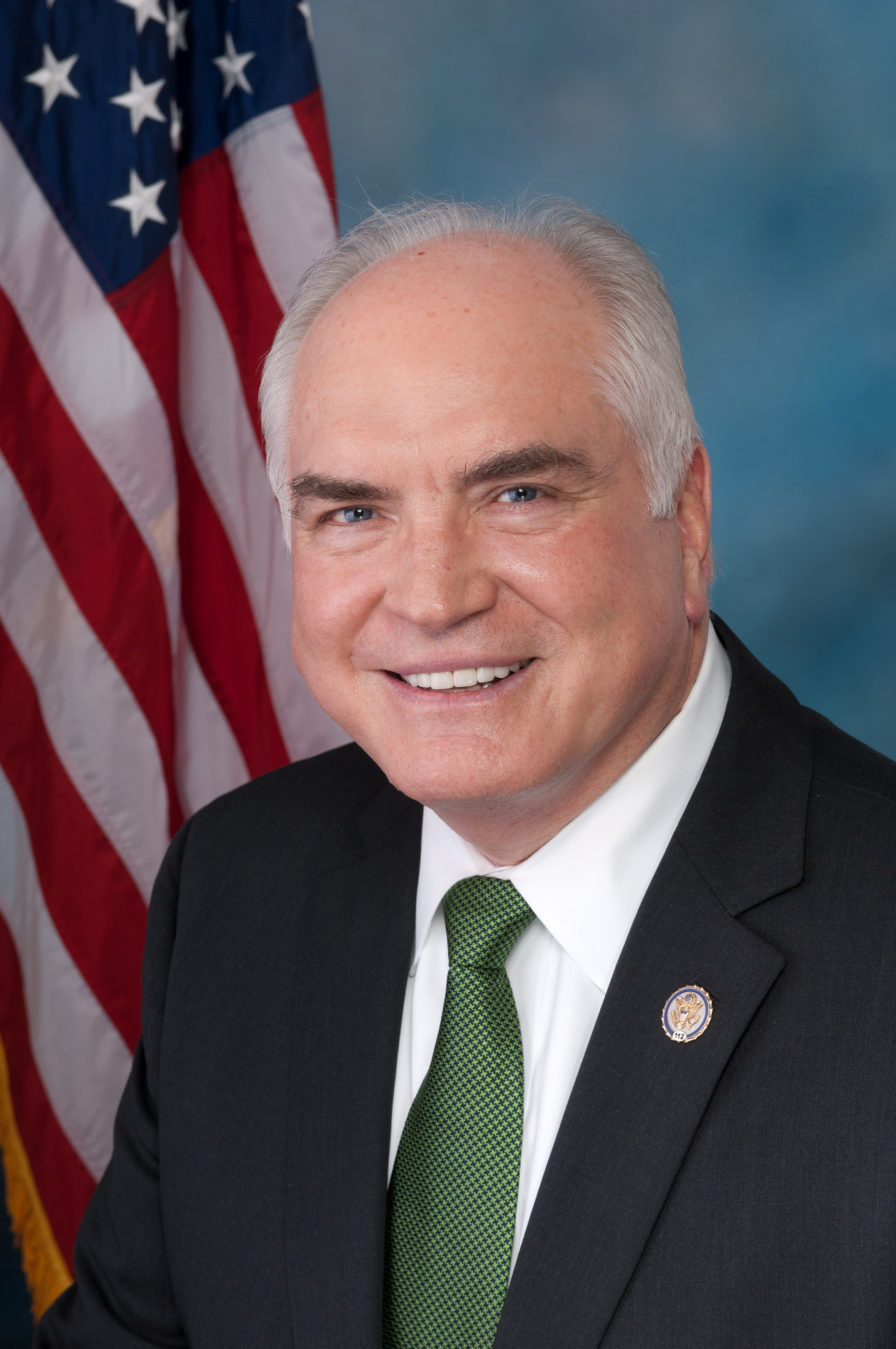
Mike Kelly, derzeitiger Vertreter des 16. Kongresswahlbezirks von Pennsylvania

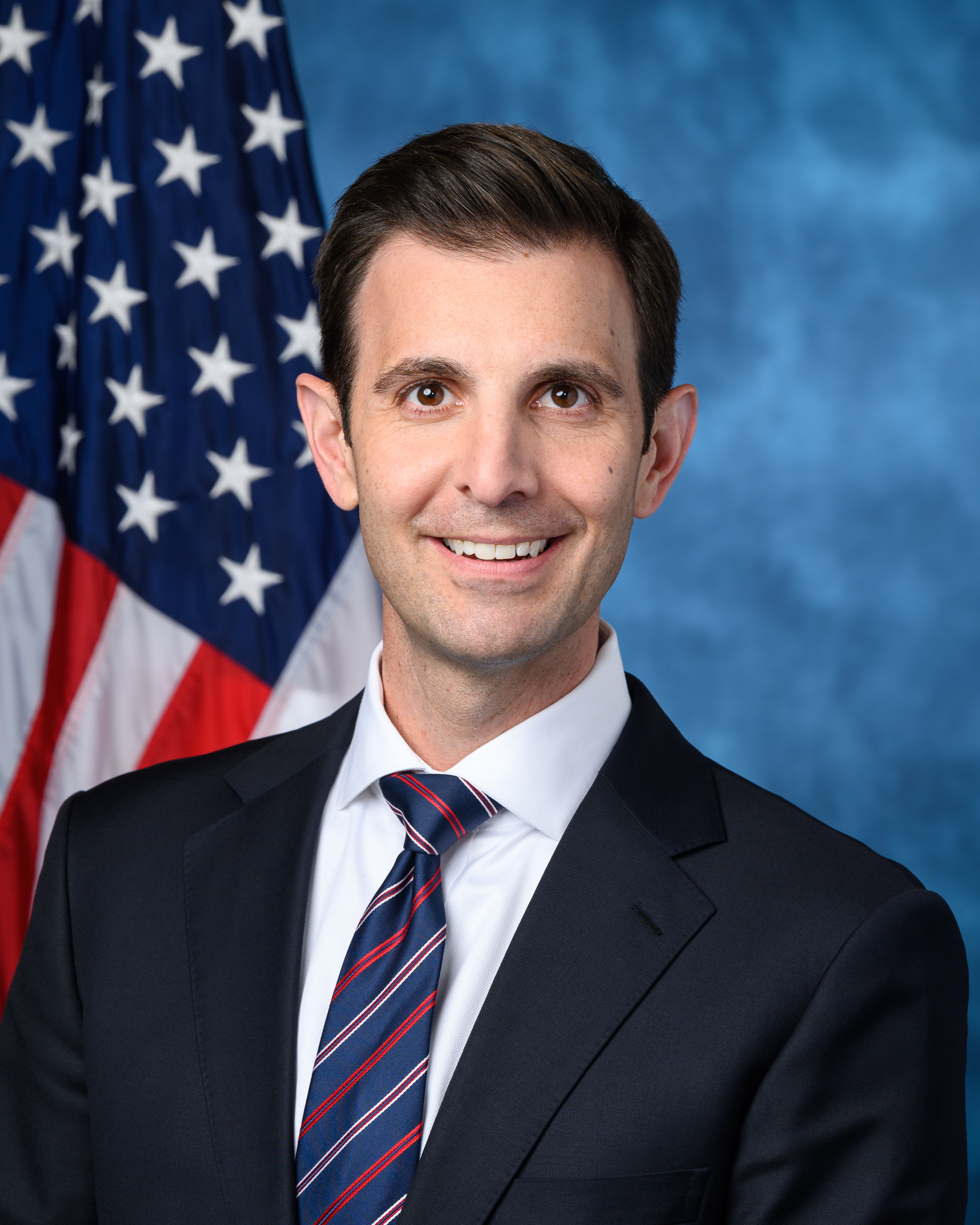
Chris Deluzio, derzeitiger Vertreter des 17. Kongresswahlbezirks von Pennsylvania

Diese Liste führt alle Politiker auf, die seit 1789 für den Bundesstaat Pennsylvania dem Repräsentantenhaus der Vereinigten Staaten angehört haben. Die ehemalige britische Kolonie war im ersten und zweiten Kongress jeweils mit acht Abgeordneten in der zu diesem Zeitpunkt noch in Philadelphia tagenden Parlamentskammer vertreten. Nach diversen Anpassungen, bedingt durch Volkszählungen, stieg die Zahl der Abgeordneten zunächst bis auf 28 an; später ging sie wieder auf 24 zurück. Ab 1873 gab es einen erneuten kontinuierlichen Anstieg, wobei der Höchststand zwischen 1913 und 1933 mit 36 Sitzen erreicht wurde. Seitdem ist die Anzahl der Abgeordneten aus Pennsylvania im Unterhaus des Kongresses mit jeder Volkszählung gesunken. Zuletzt betrug sie noch 18; infolge des United States Census 2020 gibt es seit den Wahlen von 2022 wiederum ein Mandat weniger.
Die Geschichte der Wahlverfahren stellt sich in Pennsylvania wesentlich komplexer dar als in den anderen Bundesstaaten. Gewählt wird heute wie im Rest der USA getrennt nach Wahlbezirken. In der Vergangenheit kam es jedoch sehr häufig vor, dass einzelne Mandate staatsweit („at-large“) vergeben wurden. Dies geschah 1872 mit den Sitzen 25 bis 27, von 1882 bis 1886 mit dem 28. Sitz, von 1892 bis 1900 mit dem 29. und 30. Sitz, von 1912 bis 1920 mit den Sitzen 33 bis 36 sowie letztmals 1942 mit dem 33. Sitz. Bei den Wahlen zum ersten und zum dritten Kongress wurden sogar sämtliche Sitze staatsweit („general ticket“) vergeben. Bis einschließlich 1838 war es zudem üblich, dass einzelne Bezirke über mehrere Sitze verfügten, für die es dann ebenfalls ein „general ticket“ gab.
James Buchanan, der bislang einzige aus Pennsylvania stammende US-Präsident, war zuvor auch Abgeordneter für seinen Staat. Pennsylvania stellte außerdem mit Frederick Muhlenberg, Galusha A. Grow und Samuel J. Randall drei Sprecher des Repräsentantenhauses. Weitere prominente Mitglieder des Repräsentantenhauses für Pennsylvania waren William Wilkins (später Kriegsminister), Samuel D. Ingham (später Finanzminister) und Tom Ridge (später Minister für Innere Sicherheit).

## 1. Sitz (seit 1789)
| Name                     | Amtszeit                           | Partei                |
| ------------------------ | ---------------------------------- | --------------------- |
| Thomas Fitzsimons        | 4. März 1789 – 3. März 1795        | parteilos             |
| John Swanwick            | 4. März 1795 – 1. August 1798      | Democratic Republican |
| Robert Waln              | 3. Dezember 1798 – 3. März 1801    | Föderalist            |
| William Jones            | 4. März 1801 – 3. März 1803        | Democratic Republican |
| Joseph Clay              | 4. März 1803 – 28. März 1808       | Democratic Republican |
| Benjamin Say             | 16. November 1808 – Juni 1809      | Democratic Republican |
| Adam Seybert             | 10. Oktober 1809 – 3. März 1815    | Democratic Republican |
| Joseph Hopkinson         | 4. März 1815 – 3. März 1819        | Föderalist            |
| Samuel Edwards           | 4. März 1819 – 3. März 1823        | Föderalist            |
| Samuel Breck             | 4. März 1823 – 3. März 1825        | Democratic Republican |
| John Wurts               | 4. März 1825 – 3. März 1827        | Democratic Republican |
| Joel Barlow Sutherland   | 4. März 1827 – 3. März 1837        | Demokrat              |
| Lemuel Paynter           | 4. März 1837 – 3. März 1841        | Demokrat              |
| Charles Brown            | 4. März 1841 – 3. März 1843        | Demokrat              |
| Edward Joy Morris        | 4. März 1843 – 3. März 1845        | Whig                  |
| Lewis Charles Levin      | 4. März 1845 – 3. März 1851        | American Party        |
| Thomas Birch Florence    | 4. März 1851 – 3. März 1861        | Demokrat              |
| William Eckart Lehman    | 4. März 1861 – 3. März 1863        | Demokrat              |
| Samuel Jackson Randall   | 4. März 1863 – 3. März 1875        | Demokrat              |
| Chapman Freeman          | 4. März 1875 – 3. März 1879        | Republikaner          |
| Henry Harrison Bingham   | 4. März 1879 – 22. März 1912       | Republikaner          |
| William Scott Vare       | 24. Mai 1912 – 3. März 1927        | Republikaner          |
| James Miller Hazlett     | 4. März 1927 – 20. Oktober 1927    | Republikaner          |
| James Montgomery Beck    | 8. November 1927 – 3. März 1933    | Republikaner          |
| Harry Clay Ransley       | 4. März 1933 – 3. Januar 1937      | Republikaner          |
| Leon Sacks               | 3. Januar 1937 – 3. Januar 1943    | Demokrat              |
| James A. Gallagher       | 3. Januar 1943 – 3. Januar 1945    | Republikaner          |
| William Aloysius Barrett | 3. Januar 1945 – 3. Januar 1947    | Demokrat              |
| James A. Gallagher       | 3. Januar 1947 – 3. Januar 1949    | Republikaner          |
| William Aloysius Barrett | 3. Januar 1949 – 12. April 1976    | Demokrat              |
| Michael Joseph Myers     | 2. November 1976 – 2. Oktober 1980 | Demokrat              |
| Thomas Michael Foglietta | 3. Januar 1981 – 11. November 1997 | Demokrat              |
| Robert A. Brady          | 19. Mai 1998 – 3. Januar 2019      | Demokrat              |
| Brian Kevin Fitzpatrick  | seit 3. Januar 2019                | Republikaner          |

## 2. Sitz (seit 1789)
| Name                                 | Amtszeit                             | Partei                    |
| ------------------------------------ | ------------------------------------ | ------------------------- |
| Frederick Augustus Conrad Muhlenberg | 4. März 1789 – 3. März 1797          | parteilos                 |
| Blair McClenachan                    | 4. März 1797 – 3. März 1799          | Democratic Republican     |
| Michael Leib                         | 4. März 1799 – 3. März 1803          | Democratic Republican     |
| Jacob Richards                       | 4. März 1803 – 3. März 1809          | Democratic Republican     |
| William Anderson                     | 4. März 1809 – 3. März 1813          | Democratic Republican     |
| John Conard                          | 4. März 1813 – 3. März 1815          | Democratic Republican     |
| William Milnor                       | 4. März 1815 – 3. März 1817          | Föderalist                |
| Adam Seybert                         | 4. März 1817 – 3. März 1819          | Democratic Republican     |
| Thomas Forrest                       | 4. März 1819 – 3. März 1821          | Föderalist                |
| William Milnor                       | 4. März 1821 – 8. Mai 1822           | Föderalist                |
| Thomas Forrest                       | 8. Oktober 1822 – 3. März 1823       | Föderalist                |
| Joseph Hemphill                      | 4. März 1823 – 1826                  | Democratic Republican     |
| Thomas Kittera                       | 10. Oktober 1826 – 3. März 1827      | Nationalrepublikaner      |
| John Sergeant                        | 4. März 1827 – 3. März 1829          | Nationalrepublikaner      |
| Joseph Hemphill                      | 4. März 1829 – 3. März 1831          | Demokrat                  |
| Henry Horn                           | 4. März 1831 – 3. März 1833          | Demokrat                  |
| Horace Binney                        | 4. März 1833 – 3. März 1835          | Nationalrepublikaner      |
| Joseph Reed Ingersoll                | 4. März 1835 – 3. März 1837          | Whig                      |
| John Sergeant                        | 4. März 1837 – 15. September 1841    | Whig                      |
| Joseph Reed Ingersoll                | 12. Oktober 1841 – 3. März 1849      | Whig                      |
| Joseph Ripley Chandler               | 4. März 1849 – 3. März 1855          | Whig                      |
| Job Roberts Tyson                    | 4. März 1855 – 3. März 1857          | Whig                      |
| Edward Joy Morris                    | 4. März 1857 – 8. Juni 1861          | Republikaner              |
| Charles John Biddle                  | 2. Juli 1861 – 3. März 1863          | Demokrat                  |
| Charles O’Neill                      | 4. März 1863 – 3. März 1871          | Republikaner              |
| John Vaudain Creely                  | 4. März 1871 – 3. März 1873          | Unabhängiger Republikaner |
| Charles O’Neill                      | 4. März 1873 – 3. März 1883          | Republikaner              |
| Samuel Jackson Randall               | 4. März 1883 – 13. April 1890        | Demokrat                  |
| Richard Vaux                         | 20. Mai 1890 – 3. März 1891          | Demokrat                  |
| William McAleer                      | 4. März 1891 – 3. März 1895          | Demokrat                  |
| Frederick Halterman                  | 4. März 1895 – 3. März 1897          | Republikaner              |
| William McAleer                      | 4. März 1897 – 3. März 1901          | Demokrat                  |
| Henry Burk                           | 4. März 1901 – 5. Dezember 1903      | Republikaner              |
| George Albert Castor                 | 16. Februar 1904 – 19. Februar 1906  | Republikaner              |
| John Edgar Reyburn                   | 6. November 1906 – 31. März 1907     | Republikaner              |
| Joel Cook                            | 5. November 1907 – 15. Dezember 1910 | Republikaner              |
| William Stuart Reyburn               | 23. Mai 1911 – 3. März 1913          | Republikaner              |
| George Scott Graham                  | 4. März 1913 – 4. Juli 1931          | Republikaner              |
| Edward Lowber Stokes                 | 3. November 1931 – 3. März 1933      | Republikaner              |
| James Montgomery Beck                | 4. März 1933 – 30. September 1934    | Republikaner              |
| William Henry Wilson                 | 3. Januar 1935 – 3. Januar 1937      | Republikaner              |
| James Patrick McGranery              | 3. Januar 1937 – 17. November 1943   | Demokrat                  |
| Joseph Marmaduke Pratt               | 18. Januar 1944 – 3. Januar 1945     | Republikaner              |
| William Thomas Granahan              | 3. Januar 1945 – 3. Januar 1947      | Demokrat                  |
| Robert Neill McGarvey                | 3. Januar 1947 – 3. Januar 1949      | Republikaner              |
| William Thomas Granahan              | 3. Januar 1949 – 25. Mai 1956        | Demokrat                  |
| Kathryn Elizabeth Granahan           | 6. November 1956 – 3. Januar 1963    | Demokrat                  |
| Robert Nelson Cornelius Nix          | 3. Januar 1963 – 3. Januar 1979      | Demokrat                  |
| William Herbert Gray                 | 3. Januar 1979 – 11. September 1991  | Demokrat                  |
| Lucien Edward Blackwell              | 5. November 1991 – 3. Januar 1995    | Demokrat                  |
| Chaka Fattah                         | 3. Januar 1995 – 23. Juni 2016       | Demokrat                  |
| vakant                               | 23. Juni 2016 – 14. November 2016    |                           |
| Dwight E. Evans                      | 14. November 2016 – 3. Januar 2019   | Demokrat                  |
| Brendan Francis Boyle                | seit 3. Januar 2019                  | Demokrat                  |

## 3. Sitz (seit 1789)
| Name                     | Amtszeit                          | Partei                |
| ------------------------ | --------------------------------- | --------------------- |
| George Clymer            | 4. März 1789 – 3. März 1791       | parteilos             |
| Israel Jacobs            | 4. März 1791 – 3. März 1793       | parteilos             |
| William Montgomery I     | 4. März 1793 – 3. März 1795       | parteilos             |
| Richard Thomas           | 4. März 1795 – 3. März 1801       | Föderalist            |
| Joseph Hemphill          | 4. März 1801 – 3. März 1803       | Föderalist            |
| Michael Leib             | 4. März 1803 – 14. Februar 1806   | Democratic Republican |
| John Porter              | 8. Dezember 1806 – 3. März 1811   | Democratic Republican |
| James Milnor             | 4. März 1811 – 3. März 1813       | Föderalist            |
| William Anderson         | 4. März 1813 – 3. März 1815       | Democratic Republican |
| Thomas Smith             | 4. März 1815 – 3. März 1817       | Föderalist            |
| William Anderson         | 4. März 1817 – 3. März 1819       | Democratic Republican |
| Joseph Hemphill          | 4. März 1819 – 3. März 1823       | Föderalist            |
| Daniel H. Miller         | 4. März 1823 – 3. März 1831       | Democratic Republican |
| John Goddard Watmough    | 4. März 1831 – 3. März 1833       | Nationalrepublikaner  |
| James Harper             | 4. März 1833 – 3. März 1837       | Nationalrepublikaner  |
| George Washington Toland | 4. März 1837 – 3. März 1843       | Whig                  |
| John T. Smith            | 4. März 1843 – 3. März 1845       | Demokrat              |
| John Hull Campbell       | 4. März 1845 – 3. März 1847       | American Party        |
| Charles Brown            | 4. März 1847 – 3. März 1849       | Demokrat              |
| Henry Dunning Moore      | 4. März 1849 – 3. März 1853       | Whig                  |
| John Robbins             | 4. März 1853 – 3. März 1855       | Demokrat              |
| William Millward         | 4. März 1855 – 3. März 1857       | Opposition Party      |
| James Landy              | 4. März 1857 – 3. März 1859       | Demokrat              |
| John Paul Verree         | 4. März 1859 – 3. März 1863       | Republikaner          |
| Leonard Myers            | 4. März 1863 – 3. März 1869       | Republikaner          |
| John Moffet              | 4. März 1869 – 3. April 1869      | Demokrat              |
| Leonard Myers            | 9. April 1869 – 3. März 1875      | Republikaner          |
| Samuel Jackson Randall   | 4. März 1875 – 3. März 1883       | Demokrat              |
| Charles O’Neill          | 4. März 1883 – 25. November 1893  | Republikaner          |
| Robert Adams             | 19. Dezember 1893 – 1. Juni 1906  | Republikaner          |
| Joseph Hampton Moore     | 6. November 1906 – 4. Januar 1920 | Republikaner          |
| Harry Clay Ransley       | 2. November 1920 – 3. März 1933   | Republikaner          |
| Alfred Marpole Waldron   | 4. März 1933 – 3. Januar 1935     | Republikaner          |
| Clare Gerald Fenerty     | 3. Januar 1935 – 3. Januar 1937   | Republikaner          |
| Michael Joseph Bradley   | 3. Januar 1937 – 3. Januar 1947   | Demokrat              |
| Hardie Scott             | 3. Januar 1947 – 3. Januar 1953   | Republikaner          |
| James Aloysius Byrne     | 3. Januar 1953 – 3. Januar 1973   | Demokrat              |
| William Joseph Green III | 3. Januar 1973 – 3. Januar 1977   | Demokrat              |
| Raymond Francis Lederer  | 3. Januar 1977 – 29. April 1981   | Demokrat              |
| Joseph Francis Smith     | 21. Juli 1981 – 3. Januar 1983    | Demokrat              |
| Robert Anthony Borski    | 3. Januar 1983 – 3. Januar 2003   | Demokrat              |
| Philip Sheridan English  | 3. Januar 2003 – 3. Januar 2009   | Republikaner          |
| Kathleen Ann Dahlkemper  | 3. Januar 2009 – 3. Januar 2011   | Demokrat              |
| George J. Kelly          | 3. Januar 2011 – 3. Januar 2019   | Republikaner          |
| Dwight E. Evans          | seit 3. Januar 2019               | Demokrat              |

## 4. Sitz (seit 1789)
| Name                          | Amtszeit                          | Partei                |
| ----------------------------- | --------------------------------- | --------------------- |
| Daniel Hiester I              | 4. März 1789 – 3. März 1793       | parteilos             |
| John Wilkes Kittera           | 4. März 1793 – 3. März 1795       | parteilos             |
| John Richards                 | 4. März 1795 – 3. März 1797       | Democratic Republican |
| John Chapman                  | 4. März 1797 – 3. März 1799       | Föderalist            |
| John Peter Gabriel Muhlenberg | 4. März 1799 – 3. März 1801       | Democratic Republican |
| Isaac Van Horne               | 4. März 1801 – 3. März 1803       | Democratic Republican |
| Robert Brown                  | 4. März 1803 – 3. März 1813       | Democratic Republican |
| Charles Jared Ingersoll       | 4. März 1813 – 3. März 1815       | Democratic Republican |
| Jonathan Williams             | 4. März 1815 – 16. Mai 1815       | Democratic Republican |
| John Sergeant                 | 10. Oktober 1815 – 3. März 1823   | Föderalist            |
| James Buchanan                | 4. März 1823 – 3. März 1831       | Democratic Republican |
| William Muhlenberg Hiester    | 4. März 1831 – 3. März 1833       | Anti-Masonic Party    |
| John Goddard Watmough         | 4. März 1833 – 3. März 1835       | Nationalrepublikaner  |
| Michael Woolston Ash          | 4. März 1835 – 3. März 1837       | Demokrat              |
| Francis Jacob Harper          | 4. März 1837 – 18. März 1837      | Demokrat              |
| Charles Naylor                | 29. Juni 1837 – 3. März 1841      | Whig                  |
| Charles Jared Ingersoll       | 4. März 1841 – 3. März 1849       | Demokrat              |
| John Robbins                  | 4. März 1849 – 3. März 1853       | Demokrat              |
| William Henry Witte           | 4. März 1853 – 3. März 1855       | Demokrat              |
| Jacob Broom                   | 4. März 1855 – 3. März 1857       | American Party        |
| Henry Myer Phillips           | 4. März 1857 – 3. März 1859       | Demokrat              |
| William Millward              | 4. März 1859 – 3. März 1861       | Republikaner          |
| William Darrah Kelley         | 4. März 1861 – 9. Januar 1890     | Republikaner          |
| John Edgar Reyburn            | 18. Februar 1890 – 3. März 1897   | Republikaner          |
| James Rankin Young            | 4. März 1897 – 3. März 1903       | Republikaner          |
| Robert Hermann Foerderer      | 4. März 1903 – 26. Juli 1903      | Republikaner          |
| Reuben Osborne Moon           | 3. November 1903 – 3. März 1913   | Republikaner          |
| George Washington Edmonds     | 4. März 1913 – 3. März 1925       | Republikaner          |
| Benjamin Martin Golder        | 4. März 1925 – 3. März 1933       | Republikaner          |
| George Washington Edmonds     | 4. März 1933 – 3. Januar 1935     | Republikaner          |
| John Burrwood Daly            | 3. Januar 1935 – 12. März 1939    | Demokrat              |
| John Edward Sheridan          | 7. November 1939 – 3. Januar 1947 | Demokrat              |
| Franklin John Maloney         | 3. Januar 1947 – 3. Januar 1949   | Republikaner          |
| Earl Chudoff                  | 3. Januar 1949 – 5. Januar 1958   | Demokrat              |
| Robert Nelson Cornelius Nix   | 20. Mai 1958 – 3. Januar 1963     | Demokrat              |
| Herman Toll                   | 3. Januar 1963 – 3. Januar 1967   | Demokrat              |
| Joshua Eilberg                | 3. Januar 1967 – 3. Januar 1979   | Demokrat              |
| Charles Francis Dougherty     | 3. Januar 1979 – 3. Januar 1983   | Republikaner          |
| Joseph Paul Kolter            | 3. Januar 1983 – 3. Januar 1993   | Demokrat              |
| Ronald Klink                  | 3. Januar 1993 – 3. Januar 2001   | Demokrat              |
| Melissa A. Hart               | 3. Januar 2001 – 3. Januar 2007   | Republikaner          |
| Jason Altmire                 | 3. Januar 2007 – 3. Januar 2013   | Demokrat              |
| Scott Gordon Perry            | 3. Januar 2013 – 3. Januar 2019   | Republikaner          |
| Madeleine Dean Cunnane        | seit 3. Januar 2019               | Demokrat              |

## 5. Sitz (seit 1789)
| Name                       | Amtszeit                           | Partei                |
| -------------------------- | ---------------------------------- | --------------------- |
| Thomas Scott               | 4. März 1789 – 3. März 1791        | parteilos             |
| John Wilkes Kittera        | 4. März 1791 – 3. März 1793        | parteilos             |
| Thomas Hartley             | 4. März 1793 – 3. März 1795        | parteilos             |
| Samuel Sitgreaves          | 4. März 1795 – 1798                | Föderalist            |
| Robert Brown               | 4. Dezember 1798 – 3. März 1803    | Democratic Republican |
| Frederick Conrad           | 4. März 1803 – 3. März 1807        | Democratic Republican |
| William Milnor             | 4. März 1807 – 3. März 1811        | Föderalist            |
| Jonathan Roberts           | 4. März 1811 – 24. Februar 1814    | Democratic Republican |
| Samuel Henderson           | 11. Oktober 1814 – 3. März 1815    | Föderalist            |
| William Darlington         | 4. März 1815 – 3. März 1817        | Democratic Republican |
| Isaac Darlington           | 4. März 1817 – 3. März 1819        | Föderalist            |
| William Darlington         | 4. März 1819 – 3. März 1823        | Democratic Republican |
| John Sergeant              | 10. Oktober 1815 – 3. März 1823    | Föderalist            |
| Samuel Edwards             | 4. März 1823 – 3. März 1827        | Democratic Republican |
| Samuel Anderson            | 4. März 1827 – 3. März 1829        | Nationalrepublikaner  |
| Joshua Evans               | 4. März 1829 – 3. März 1831        | Demokrat              |
| David Potts                | 4. März 1831 – 3. März 1839        | Anti-Masonic Party    |
| Francis James              | 4. März 1839 – 3. März 1841        | Anti-Masonic Party    |
| Jeremiah Brown             | 4. März 1841 – 3. März 1843        | Whig                  |
| Jacob Senewell Yost        | 4. März 1843 – 3. März 1847        | Demokrat              |
| John Freedley              | 4. März 1847 – 3. März 1851        | Whig                  |
| John McNair                | 4. März 1851 – 3. März 1855        | Demokrat              |
| John Cadwalader            | 4. März 1855 – 3. März 1857        | Demokrat              |
| Owen Jones                 | 4. März 1857 – 3. März 1859        | Demokrat              |
| John Wood                  | 4. März 1859 – 3. März 1861        | Republikaner          |
| William Morris Davis       | 4. März 1861 – 3. März 1863        | Republikaner          |
| Martin Russell Thayer      | 4. März 1863 – 3. März 1867        | Republikaner          |
| Caleb Newbold Taylor       | 4. März 1867 – 3. März 1869        | Republikaner          |
| John Roberts Reading       | 4. März 1869 – 13. April 1870      | Demokrat              |
| Caleb Newbold Taylor       | 13. April 1870 – 3. März 1871      | Republikaner          |
| Alfred Crout Harmer        | 4. März 1871 – 3. März 1875        | Republikaner          |
| John Robbins               | 4. März 1875 – 3. März 1877        | Demokrat              |
| Alfred Crout Harmer        | 4. März 1877 – 6. März 1900        | Republikaner          |
| Edward de Veaux Morrell    | 6. November 1900 – 3. März 1907    | Republikaner          |
| William Walker Foulkrod    | 4. März 1907 – 13. November 1910   | Republikaner          |
| Michael Donohoe            | 4. März 1911 – 3. März 1915        | Demokrat              |
| Peter Edward Costello      | 4. März 1915 – 3. März 1921        | Republikaner          |
| James Joseph Connolly      | 4. März 1921 – 3. Januar 1935      | Republikaner          |
| Frank Joseph Gerard Dorsey | 3. Januar 1935 – 3. Januar 1939    | Demokrat              |
| Fred Christian Gartner     | 3. Januar 1939 – 3. Januar 1941    | Republikaner          |
| Francis Raphael Smith      | 3. Januar 1941 – 3. Januar 1943    | Demokrat              |
| Charles Frederick Pracht   | 3. Januar 1943 – 3. Januar 1945    | Republikaner          |
| William Joseph Green Jr.   | 3. Januar 1945 – 3. Januar 1947    | Demokrat              |
| George William Sarbacher   | 3. Januar 1947 – 3. Januar 1949    | Republikaner          |
| William Joseph Green Jr.   | 3. Januar 1949 – 21. Dezember 1963 | Demokrat              |
| William Joseph Green III   | 28. April 1964 – 3. Januar 1973    | Demokrat              |
| John Haines Ware           | 3. Januar 1973 – 3. Januar 1975    | Republikaner          |
| Richard Taylor Schulze     | 3. Januar 1975 – 3. Januar 1993    | Republikaner          |
| William Floyd Clinger      | 3. Januar 1993 – 3. Januar 1997    | Republikaner          |
| John E. Peterson           | 3. Januar 1997 – 3. Januar 2009    | Republikaner          |
| Glenn William Thompson Jr. | 3. Januar 2009 – 3. Januar 2019    | Republikaner          |
| Mary Gay Scanlon           | seit 3. Januar 2019                | Demokrat              |

## 6. Sitz (seit 1789)
| Name                          | Amtszeit                        | Partei                |
| ----------------------------- | ------------------------------- | --------------------- |
| John Peter Gabriel Muhlenberg | 4. März 1789 – 3. März 1791     | parteilos             |
| Andrew Gregg                  | 4. März 1791 – 3. März 1793     | parteilos             |
| Daniel Hiester I              | 4. März 1793 – 1. Juli 1796     | parteilos             |
| George Ege                    | 8. Dezember 1796 – Oktober 1797 | Föderalist            |
| Joseph Hiester                | 1. Dezember 1797 – 3. März 1803 | Democratic Republican |
| Isaac Van Horne               | 4. März 1803 – 3. März 1805     | Democratic Republican |
| John Pugh                     | 4. März 1805 – 3. März 1809     | Democratic Republican |
| John Ross                     | 4. März 1809 – 3. März 1811     | Democratic Republican |
| William Rodman                | 4. März 1811 – 3. März 1813     | Democratic Republican |
| Roger Davis                   | 4. März 1813 – 3. März 1815     | Democratic Republican |
| John Hahn                     | 4. März 1815 – 3. März 1817     | Democratic Republican |
| Levi Pawling                  | 4. März 1817 – 3. März 1819     | Föderalist            |
| Samuel Gross                  | 4. März 1819 – 3. März 1823     | Democratic Republican |
| Isaac Wayne                   | 4. März 1823 – 3. März 1825     | Democratic Republican |
| Charles Miner                 | 4. März 1825 – 3. März 1829     | Nationalrepublikaner  |
| George Gray Leiper            | 4. März 1829 – 3. März 1831     | Demokrat              |
| Joshua Evans                  | 4. März 1831 – 3. März 1833     | Demokrat              |
| Edward Darlington             | 4. März 1833 – 3. März 1839     | Anti-Masonic Party    |
| John Edwards                  | 4. März 1839 – 3. März 1843     | Anti-Masonic Party    |
| Michael Hutchinson Jenks      | 4. März 1843 – 3. März 1845     | Whig                  |
| Jacob Erdman                  | 4. März 1845 – 3. März 1847     | Demokrat              |
| John Westbrook Hornbeck       | 4. März 1847 – 16. Januar 1848  | Whig                  |
| Samuel Augustus Bridges       | 6. März 1848 – 3. März 1849     | Demokrat              |
| Thomas Ross                   | 4. März 1849 – 3. März 1853     | Demokrat              |
| William Everhart              | 4. März 1853 – 3. März 1855     | Whig                  |
| John Hickman                  | 4. März 1855 – 3. März 1863     | Demokrat              |
| John Dodson Stiles            | 4. März 1863 – 3. März 1865     | Demokrat              |
| Benjamin Markley Boyer        | 4. März 1865 – 3. März 1869     | Demokrat              |
| John Dodson Stiles            | 4. März 1869 – 3. März 1871     | Demokrat              |
| Ephraim Leister Acker         | 4. März 1871 – 3. März 1873     | Demokrat              |
| James Soloman Biery           | 4. März 1873 – 3. März 1875     | Republikaner          |
| Washington Townsend           | 4. März 1875 – 3. März 1877     | Republikaner          |
| William Ward                  | 4. März 1877 – 3. März 1883     | Republikaner          |
| James Bowen Everhart          | 4. März 1883 – 3. März 1887     | Republikaner          |
| Smedley Darlington            | 4. März 1887 – 3. März 1891     | Republikaner          |
| John Buchanan Robinson        | 4. März 1891 – 3. März 1897     | Republikaner          |
| Thomas Stalker Butler         | 4. März 1897 – 3. März 1903     | Republikaner          |
| George Deardorff McCreary     | 4. März 1903 – 3. März 1913     | Republikaner          |
| James Washington Logue        | 4. März 1913 – 3. März 1915     | Demokrat              |
| George Potter Darrow          | 4. März 1915 – 3. März 1923     | Republikaner          |
| George Austin Welsh           | 4. März 1923 – 31. Mai 1932     | Republikaner          |
| Robert Lee Davis              | 8. November 1932 – 3. März 1933 | Republikaner          |
| Edward Lowber Stokes          | 4. März 1933 – 3. Januar 1935   | Republikaner          |
| Michael Joseph Stack          | 3. Januar 1935 – 3. März 1939   | Demokrat              |
| Francis John Myers            | 3. Januar 1939 – 3. Januar 1945 | Demokrat              |
| Herbert Joseph McGlinchey     | 3. Januar 1945 – 3. Januar 1947 | Demokrat              |
| Hugh Doggett Scott            | 3. Januar 1947 – 3. Januar 1959 | Republikaner          |
| Herman Toll                   | 3. Januar 1959 – 3. Januar 1963 | Demokrat              |
| George Milton Rhodes          | 3. Januar 1963 – 3. Januar 1969 | Demokrat              |
| Constantine Yatron            | 3. Januar 1969 – 3. Januar 1993 | Demokrat              |
| Thomas Timothy Holden         | 3. Januar 1993 – 3. Januar 2003 | Demokrat              |
| James Gerlach                 | 3. Januar 2003 – 3. Januar 2015 | Republikaner          |
| Ryan A. Costello              | 3. Januar 2015 – 3. Januar 2019 | Republikaner          |
| Christina Marie Houlahan      | seit 3. Januar 2019             | Demokrat              |

## 7. Sitz (seit 1789)
| Name                        | Amtszeit                           | Partei                |
| --------------------------- | ---------------------------------- | --------------------- |
| Thomas Hartley              | 4. März 1789 – 3. März 1793        | parteilos             |
| Thomas Scott                | 4. März 1793 – 3. März 1795        | parteilos             |
| Samuel Maclay               | 4. März 1795 – 3. März 1797        | Democratic Republican |
| John Andre Hanna            | 4. März 1797 – 3. März 1803        | Democratic Republican |
| Isaac Anderson              | 4. März 1803 – 3. März 1807        | Democratic Republican |
| Robert Jenkins              | 4. März 1807 – 3. März 1811        | Föderalist            |
| Roger Davis                 | 4. März 1811 – 3. März 1813        | Democratic Republican |
| John Gloninger              | 4. März 1813 – 2. August 1813      | Föderalist            |
| Edward Crouch               | 12. Oktober 1813 – 3. März 1815    | Democratic Republican |
| John Whiteside              | 4. März 1815 – 3. März 1819        | Democratic Republican |
| Jacob Hibshman              | 4. März 1819 – 3. März 1821        | Democratic Republican |
| James Buchanan              | 4. März 1821 – 3. März 1823        | Democratic Republican |
| Philip Swenk Markley        | 4. März 1823 – 3. März 1827        | Democratic Republican |
| John Benton Sterigere       | 4. März 1827 – 3. März 1831        | Demokrat              |
| Joel Keith Mann             | 4. März 1831 – 3. März 1833        | Demokrat              |
| William Muhlenberg Hiester  | 4. März 1833 – 3. März 1837        | Anti-Masonic Party    |
| Edward Davies               | 4. März 1837 – 3. März 1841        | Anti-Masonic Party    |
| Francis James               | 4. März 1841 – 3. März 1843        | Whig                  |
| Abraham Robinson McIlvaine  | 4. März 1843 – 3. März 1849        | Whig                  |
| Jesse Column Dickey         | 4. März 1849 – 3. März 1851        | Whig                  |
| John Alexander Morrison     | 4. März 1851 – 3. März 1853        | Demokrat              |
| Samuel Augustus Bridges     | 4. März 1853 – 3. März 1855        | Demokrat              |
| Samuel Carey Bradshaw       | 4. März 1855 – 3. März 1857        | Opposition Party      |
| Henry Chapman               | 4. März 1857 – 3. März 1859        | Demokrat              |
| Henry Clay Longnecker       | 4. März 1859 – 3. März 1861        | Republikaner          |
| Thomas Buchecker Cooper     | 4. März 1861 – 4. April 1862       | Demokrat              |
| vakant                      | 4. April 1862 – 3. Juni 1862       |                       |
| John Dodson Stiles          | 3. Juni 1862 – 3. März 1863        | Demokrat              |
| John Martin Broomall        | 4. März 1863 – 3. März 1869        | Republikaner          |
| Washington Townsend         | 4. März 1869 – 3. März 1875        | Republikaner          |
| Alan Wood                   | 4. März 1875 – 3. März 1877        | Republikaner          |
| Isaac Newton Evans          | 4. März 1877 – 3. März 1879        | Republikaner          |
| William Godshalk            | 4. März 1879 – 3. März 1883        | Republikaner          |
| Isaac Newton Evans          | 4. März 1883 – 3. März 1887        | Republikaner          |
| Robert Morris Yardley       | 4. März 1887 – 3. März 1891        | Republikaner          |
| Edwin Hallowell             | 4. März 1891 – 3. März 1893        | Demokrat              |
| William Mutchler            | 4. März 1893 – 23. Juni 1893       | Demokrat              |
| Howard Mutchler             | 7. August 1893 – 3. März 1895      | Demokrat              |
| Joseph Johnson Hart         | 4. März 1895 – 3. März 1897        | Demokrat              |
| William Sebring Kirkpatrick | 4. März 1897 – 3. März 1899        | Republikaner          |
| Laird Howard Barber         | 4. März 1899 – 3. März 1901        | Demokrat              |
| Howard Mutchler             | 4. März 1901 – 3. März 1903        | Demokrat              |
| Thomas Stalker Butler       | 4. März 1903 – 3. März 1923        | Republikaner          |
| George Potter Darrow        | 4. März 1923 – 3. Januar 1937      | Republikaner          |
| Ira Walton Drew             | 3. Januar 1937 – 3. Januar 1939    | Demokrat              |
| George Potter Darrow        | 3. Januar 1939 – 3. Januar 1941    | Republikaner          |
| Hugh Doggett Scott          | 3. Januar 1941 – 3. Januar 1945    | Republikaner          |
| James Paine Wolfenden       | 3. Januar 1945 – 3. Januar 1947    | Republikaner          |
| E. Wallace Chadwick         | 3. Januar 1947 – 3. Januar 1949    | Republikaner          |
| Benjamin Franklin James     | 3. Januar 1949 – 3. Januar 1959    | Republikaner          |
| William H. Milliken         | 3. Januar 1959 – 3. Januar 1965    | Republikaner          |
| George Robert Watkins       | 3. Januar 1965 – 3. Januar 1967    | Republikaner          |
| Lawrence Gordon Williams    | 3. Januar 1967 – 3. Januar 1975    | Republikaner          |
| Robert William Edgar        | 3. Januar 1975 – 3. März 1987      | Demokrat              |
| Wayne Curtis Weldon         | 3. Januar 1987 – 3. Januar 2007    | Republikaner          |
| Joseph A. Sestak            | 3. Januar 2007 – 3. Januar 2011    | Demokrat              |
| Patrick L. Meehan           | 3. Januar 2011 – 27. April 2018    | Republikaner          |
| vakant                      | 27. April 2018 – 13. November 2018 |                       |
| Mary Gay Scanlon            | 13. November 2018 – 3. Januar 2019 | Demokrat              |
| Susan Ellis Wild            | 3. Januar 2019 – 3. Januar 2025    | Demokrat              |
| Ryan Mackenzie              | seit 3. Januar 2025                | Republikaner          |

## 8. Sitz (seit 1789)
| Name                           | Amtszeit                           | Partei                |
| ------------------------------ | ---------------------------------- | --------------------- |
| Henry Wynkoop                  | 4. März 1789 – 3. März 1791        | parteilos             |
| William Findley                | 4. März 1791 – 3. März 1793        | parteilos             |
| James Armstrong                | 4. März 1793 – 3. März 1795        | parteilos             |
| John Wilkes Kittera            | 4. März 1795 – 3. März 1801        | Föderalist            |
| Thomas Boude                   | 4. März 1801 – 3. März 1803        | Föderalist            |
| Joseph Hiester                 | 4. März 1803 – 3. März 1805        | Democratic Republican |
| Christian Lower                | 4. März 1805 – 19. Dezember 1806   | Democratic Republican |
| Matthias Richards              | 4. März 1807 – 3. März 1811        | Democratic Republican |
| John M. Hyneman                | 4. März 1811 – 3. März 1813        | Democratic Republican |
| James Whitehill                | 4. März 1813 – 1. September 1814   | Democratic Republican |
| Amos Slaymaker                 | 11. Oktober 1814 – 3. März 1815    | Föderalist            |
| James M. Wallace               | 10. Oktober 1815 – 3. März 1821    | Democratic Republican |
| John Phillips                  | 4. März 1821 – 3. März 1823        | Föderalist            |
| Robert Harris                  | 4. März 1823 – 3. März 1827        | Democratic Republican |
| Innis Green                    | 4. März 1827 – 3. März 1831        | Demokrat              |
| John Conrad Bucher             | 4. März 1831 – 3. März 1833        | Demokrat              |
| Joel Keith Mann                | 4. März 1833 – 3. März 1835        | Demokrat              |
| Jacob Fry                      | 4. März 1835 – 3. März 1839        | Demokrat              |
| Joseph Fornance                | 4. März 1839 – 3. März 1843        | Demokrat              |
| Jeremiah Brown                 | 4. März 1843 – 3. März 1845        | Whig                  |
| John Strohm                    | 4. März 1845 – 3. März 1849        | Whig                  |
| Thaddeus Stevens               | 4. März 1849 – 3. März 1853        | Whig                  |
| Henry Augustus Muhlenberg      | 4. März 1853 – 9. Januar 1854      | Demokrat              |
| Jehu Glancy Jones              | 4. Februar 1854 – 30. Oktober 1858 | Demokrat              |
| William High Keim              | 7. Dezember 1858 – 3. März 1859    | Republikaner          |
| John Schwartz                  | 4. März 1859 – 20. Juni 1860       | Demokrat              |
| Jacob Kerlin McKenty           | 3. Dezember 1860 – 3. März 1861    | Demokrat              |
| Sydenham Elnathan Ancona       | 4. März 1861 – 3. März 1867        | Demokrat              |
| James Lawrence Getz            | 4. März 1867 – 3. März 1873        | Demokrat              |
| Hiester Clymer                 | 4. März 1873 – 3. März 1881        | Demokrat              |
| Daniel Ermentrout              | 4. März 1881 – 3. März 1889        | Demokrat              |
| William Mutchler               | 4. März 1889 – 3. März 1893        | Demokrat              |
| Irving Price Wanger            | 4. März 1893 – 3. März 1911        | Republikaner          |
| Robert Edward Difenderfer      | 4. März 1911 – 3. März 1915        | Demokrat              |
| Henry Winfield Watson          | 4. März 1915 – 3. März 1923        | Republikaner          |
| Thomas Stalker Butler          | 4. März 1923 – 26. Mai 1928        | Republikaner          |
| James Paine Wolfenden          | 6. November 1928 – 3. Januar 1945  | Republikaner          |
| Charles Lewis Gerlach          | 3. Januar 1945 – 5. Mai 1947       | Republikaner          |
| Franklin Herbert Lichtenwalter | 9. September 1947 – 3. Januar 1951 | Republikaner          |
| Albert Clinton Vaughn          | 3. Januar 1951 – 1. September 1951 | Republikaner          |
| Karl Clarence King             | 6. November 1951 – 3. Januar 1957  | Republikaner          |
| Willard Sevier Curtin          | 3. Januar 1957 – 3. Januar 1967    | Republikaner          |
| Edward George Biester          | 3. Januar 1967 – 3. Januar 1977    | Republikaner          |
| Peter Houston Kostmayer        | 3. Januar 1977 – 3. Januar 1981    | Demokrat              |
| James Kitchenman Coyne         | 3. Januar 1981 – 3. Januar 1983    | Republikaner          |
| Peter Houston Kostmayer        | 3. Januar 1983 – 3. Januar 1993    | Demokrat              |
| James Charles Greenwood        | 3. Januar 1993 – 3. Januar 2005    | Republikaner          |
| Michael G. Fitzpatrick         | 3. Januar 2005 – 3. Januar 2007    | Republikaner          |
| Patrick Joseph Murphy          | 3. Januar 2007 – 3. Januar 2011    | Demokrat              |
| Michael G. Fitzpatrick         | 3. Januar 2011 – 3. Januar 2017    | Republikaner          |
| Brian Kevin Fitzpatrick        | 3. Januar 2017 – 3. Januar 2019    | Republikaner          |
| Matthew Alton Cartwright       | 3. Januar 2019 – 3. Januar 2025    | Demokrat              |
| Rob Bresnahan                  | seit 3. Januar 2025                | Republikaner          |

## 9. Sitz (seit 1793)
| Name                             | Amtszeit                           | Partei                |
| -------------------------------- | ---------------------------------- | --------------------- |
| John Peter Gabriel Muhlenberg    | 4. März 1793 – 3. März 1795        | parteilos             |
| Thomas Hartley                   | 4. März 1795 – 21. Dezember 1800   | Föderalist            |
| John Stewart                     | 15. Januar 1801 – 3. März 1803     | Democratic Republican |
| John Whitehill                   | 4. März 1803 – 3. März 1807        | Democratic Republican |
| John Hiester                     | 4. März 1807 – 3. März 1809        | Democratic Republican |
| Daniel Hiester II                | 4. März 1809 – 3. März 1811        | Democratic Republican |
| Joseph Lefever                   | 4. März 1811 – 3. März 1813        | Democratic Republican |
| Hugh Glasgow                     | 4. März 1813 – 3. März 1817        | Democratic Republican |
| Jacob Spangler                   | 4. März 1817 – 20. April 1818      | Democratic Republican |
| Jacob Hostetter                  | 16. November 1818 – 3. März 1821   | Democratic Republican |
| James S. Mitchell                | 4. März 1821 – 3. März 1823        | Democratic Republican |
| Daniel Udree                     | 4. März 1823 – 3. März 1825        | Democratic Republican |
| William Addams                   | 4. März 1825 – 3. März 1829        | Democratic Republican |
| Henry Augustus Philip Muhlenberg | 4. März 1829 – 3. März 1833        | Demokrat              |
| Robert Ramsey                    | 4. März 1833 – 3. März 1835        | Demokrat              |
| Mathias Morris                   | 4. März 1835 – 3. März 1839        | Whig                  |
| John Davis                       | 4. März 1839 – 3. März 1841        | Demokrat              |
| Robert Ramsey                    | 4. März 1841 – 3. März 1843        | Whig                  |
| John Ritter                      | 4. März 1843 – 3. März 1847        | Demokrat              |
| William Strong                   | 4. März 1847 – 3. März 1851        | Demokrat              |
| Jehu Glancy Jones                | 4. März 1851 – 3. März 1853        | Demokrat              |
| Isaac Ellmaker Hiester           | 4. März 1853 – 3. März 1855        | Whig                  |
| Anthony Ellmaker Roberts         | 4. März 1855 – 3. März 1859        | Whig                  |
| Thaddeus Stevens                 | 4. März 1859 – 11. August 1868     | Republikaner          |
| Oliver James Dickey              | 7. Dezember 1868 – 3. März 1873    | Republikaner          |
| Abraham Herr Smith               | 4. März 1873 – 3. März 1885        | Republikaner          |
| John Andrew Hiestand             | 4. März 1885 – 3. März 1889        | Republikaner          |
| David B. Brunner                 | 4. März 1889 – 3. März 1893        | Demokrat              |
| Constantine Jacob Erdman         | 4. März 1893 – 3. März 1897        | Demokrat              |
| Daniel Ermentrout                | 4. März 1897 – 17. September 1899  | Demokrat              |
| Henry Dickinson Green            | 7. November 1899 – 3. März 1903    | Demokrat              |
| Henry Burd Cassel                | 4. März 1903 – 3. März 1909        | Republikaner          |
| William Walton Griest            | 4. März 1909 – 3. März 1923        | Republikaner          |
| Henry Winfield Watson            | 4. März 1923 – 27. August 1933     | Republikaner          |
| Oliver Walter Frey               | 7. November 1933 – 3. Januar 1939  | Demokrat              |
| Charles Lewis Gerlach            | 3. Januar 1939 – 3. Januar 1945    | Republikaner          |
| John Roland Kinzer               | 3. Januar 1945 – 3. Januar 1947    | Republikaner          |
| Paul Bartram Dague               | 3. Januar 1947 – 30. Dezember 1966 | Republikaner          |
| George Robert Watkins            | 3. Januar 1967 – 7. August 1970    | Republikaner          |
| John Haines Ware                 | 3. November 1970 – 3. Januar 1973  | Republikaner          |
| Elmer Greinert Shuster           | 3. Januar 1973 – 3. Februar 2001   | Republikaner          |
| William Shuster                  | 15. Mai 2001 – 3. Januar 2019      | Republikaner          |
| Daniel Philip Meuser             | seit 3. Januar 2019                | Republikaner          |

## 10. Sitz (seit 1793)
| Name                    | Amtszeit                          | Partei                |
| ----------------------- | --------------------------------- | --------------------- |
| Andrew Gregg            | 4. März 1793 – 3. März 1803       | parteilos             |
| John Andre Hanna        | 4. März 1803 – 23. Juli 1805      | Democratic Republican |
| Robert Whitehill        | 7. November 1805 – 3. März 1813   | Democratic Republican |
| William Crawford        | 4. März 1813 – 3. März 1817       | Democratic Republican |
| Andrew Boden            | 4. März 1817 – 3. März 1821       | Democratic Republican |
| James Duncan            | 1821                              | Democratic Republican |
| John Findlay            | 9. Oktober 1821 – 3. März 1823    | Democratic Republican |
| Henry Wilson            | 4. März 1823 – 14. August 1826    | Democratic Republican |
| Jacob Krebs             | 4. Dezember 1826 – 3. März 1827   | Democratic Republican |
| Joseph Fry              | 4. März 1827 – 3. März 1831       | Demokrat              |
| Henry King              | 4. März 1831 – 3. März 1833       | Demokrat              |
| David Douglas Wagener   | 4. März 1833 – 3. März 1841       | Demokrat              |
| John Westbrook          | 4. März 1841 – 3. März 1843       | Demokrat              |
| Richard Brodhead        | 4. März 1843 – 3. März 1849       | Demokrat              |
| Milo Melankthon Dimmick | 4. März 1849 – 3. März 1853       | Demokrat              |
| Ner Middleswarth        | 4. März 1853 – 3. März 1855       | Whig                  |
| John Christian Kunkel   | 4. März 1855 – 3. März 1859       | Whig                  |
| John Weinland Killinger | 4. März 1859 – 3. März 1863       | Republikaner          |
| Myer Strouse            | 4. März 1863 – 3. März 1867       | Demokrat              |
| Henry Lutz Cake         | 4. März 1867 – 3. März 1871       | Republikaner          |
| John Weinland Killinger | 4. März 1871 – 3. März 1875       | Republikaner          |
| William Mutchler        | 4. März 1875 – 3. März 1877       | Demokrat              |
| Samuel Augustus Bridges | 4. März 1877 – 3. März 1879       | Demokrat              |
| Reuben Knecht Bachman   | 4. März 1879 – 3. März 1881       | Demokrat              |
| William Mutchler        | 4. März 1881 – 3. März 1885       | Demokrat              |
| William Henry Sowden    | 4. März 1885 – 3. März 1889       | Demokrat              |
| Marriott Henry Brosius  | 4. März 1889 – 16. März 1901      | Republikaner          |
| Henry Burd Cassel       | 5. November 1901 – 3. März 1903   | Republikaner          |
| George Howell           | 4. März 1903 – 10. Februar 1904   | Demokrat              |
| William Connell         | 10. Februar 1904 – 3. März 1905   | Republikaner          |
| Thomas Henry Dale       | 4. März 1905 – 3. März 1907       | Republikaner          |
| Thomas David Nicholls   | 4. März 1907 – 3. März 1911       | Unabhängiger Demokrat |
| John Richard Farr       | 4. März 1911 – 3. März 1919       | Republikaner          |
| Patrick McLane          | 4. März 1919 – 25. Februar 1921   | Demokrat              |
| John Richard Farr       | 25. Februar 1921 – 3. März 1921   | Republikaner          |
| Charles Robert Connell  | 4. März 1921 – 26. September 1922 | Republikaner          |
| William Walton Griest   | 4. März 1923 – 5. Dezember 1929   | Republikaner          |
| John Roland Kinzer      | 28. Januar 1930 – 3. Januar 1945  | Republikaner          |
| John William Murphy     | 3. Januar 1945 – 17. Juli 1946    | Demokrat              |
| James Paul Scoblick     | 5. November 1946 – 3. Januar 1949 | Republikaner          |
| Harry Patrick O’Neill   | 3. Januar 1949 – 3. Januar 1953   | Demokrat              |
| Joseph Leonard Carrigg  | 3. Januar 1953 – 3. Januar 1959   | Republikaner          |
| Stanley A. Prokop       | 3. Januar 1959 – 3. Januar 1961   | Demokrat              |
| William Warren Scranton | 3. Januar 1961 – 3. Januar 1963   | Republikaner          |
| Joseph Michael McDade   | 3. Januar 1963 – 3. Januar 1999   | Republikaner          |
| Donald L. Sherwood      | 3. Januar 1999 – 3. Januar 2007   | Republikaner          |
| Christopher P. Carney   | 3. Januar 2007 – 3. Januar 2011   | Demokrat              |
| Thomas Anthony Marino   | 3. Januar 2011 – 3. Januar 2019   | Republikaner          |
| Scott Gordon Perry      | seit 3. Januar 2019               | Republikaner          |

## 11. Sitz (seit 1793)
| Name                      | Amtszeit                          | Partei                |
| ------------------------- | --------------------------------- | --------------------- |
| William Irvine            | 4. März 1793 – 3. März 1795       | parteilos             |
| David Bard                | 4. März 1795 – 3. März 1799       | Democratic Republican |
| Henry Woods               | 4. März 1799 – 3. März 1803       | Föderalist            |
| David Bard                | 4. März 1803 – 3. März 1813       | Democratic Republican |
| Robert Whitehill          | 4. März 1813 – 8. April 1813      | Democratic Republican |
| John Rea                  | 11. Mai 1813 – 3. März 1815       | Democratic Republican |
| William Maclay            | 4. März 1815 – 3. März 1819       | Democratic Republican |
| David Fullerton           | 4. März 1819 – 15. Mai 1820       | Democratic Republican |
| Thomas Grubb McCullough   | 17. Oktober 1820 – 3. März 1821   | Föderalist            |
| James McSherry            | 4. März 1821 – 3. März 1823       | Föderalist            |
| Samuel Delucenna Ingham   | 4. März 1823 – 1829               | Democratic Republican |
| Samuel A. Smith           | 13. Oktober 1829 – 3. März 1833   | Demokrat              |
| Henry King                | 4. März 1833 – 3. März 1835       | Demokrat              |
| Edward Burd Hubley        | 4. März 1835 – 3. März 1839       | Demokrat              |
| Peter Newhard             | 4. März 1839 – 3. März 1843       | Demokrat              |
| Benjamin Alden Bidlack    | 4. März 1843 – 3. März 1845       | Demokrat              |
| Owen D. Leib              | 4. März 1845 – 3. März 1847       | Demokrat              |
| Chester Pierce Butler     | 4. März 1847 – 5. Oktober 1850    | Whig                  |
| John Brisbin              | 13. Januar 1851 – 3. März 1851    | Demokrat              |
| Henry Mills Fuller        | 4. März 1851 – 3. März 1853       | Whig                  |
| Christian Markle Straub   | 4. März 1853 – 3. März 1855       | Demokrat              |
| James Hepburn Campbell    | 4. März 1855 – 3. März 1857       | Opposition Party      |
| William Lewis Dewart      | 4. März 1857 – 3. März 1859       | Demokrat              |
| James Hepburn Campbell    | 4. März 1859 – 3. März 1863       | Republikaner          |
| Philip Johnson            | 4. März 1863 – 29. Januar 1867    | Demokrat              |
| Daniel Myers Van Auken    | 4. März 1867 – 3. März 1871       | Demokrat              |
| John Brutzman Storm       | 4. März 1871 – 3. März 1875       | Demokrat              |
| Francis Dolan Collins     | 4. März 1875 – 3. März 1879       | Demokrat              |
| Robert Klotz              | 4. März 1879 – 3. März 1883       | Demokrat              |
| John Brutzman Storm       | 4. März 1883 – 3. März 1887       | Demokrat              |
| Charles Rollin Buckalew   | 4. März 1887 – 3. März 1889       | Demokrat              |
| Joseph Augustine Scranton | 4. März 1889 – 3. März 1891       | Republikaner          |
| Lemuel Amerman            | 4. März 1891 – 3. März 1893       | Demokrat              |
| Joseph Augustine Scranton | 4. März 1893 – 3. März 1897       | Republikaner          |
| William Connell           | 4. März 1897 – 3. März 1903       | Republikaner          |
| Henry Wilbur Palmer       | 4. März 1903 – 3. März 1907       | Republikaner          |
| John Thomas Lenahan       | 4. März 1907 – 3. März 1909       | Demokrat              |
| Henry Wilbur Palmer       | 4. März 1909 – 3. März 1911       | Republikaner          |
| Charles Calvin Bowman     | 4. März 1911 – 12. Dezember 1912  | Republikaner          |
| John Joseph Casey         | 4. März 1913 – 3. März 1917       | Demokrat              |
| Thomas Weir Templeton     | 4. März 1917 – 3. März 1919       | Republikaner          |
| John Joseph Casey         | 4. März 1919 – 3. März 1921       | Demokrat              |
| Clarence Dennis Coughlin  | 4. März 1921 – 3. März 1923       | Republikaner          |
| Laurence Hawley Watres    | 4. März 1923 – 3. März 1931       | Republikaner          |
| Patrick Joseph Boland     | 4. März 1931 – 18. Mai 1942       | Demokrat              |
| Veronica Grace Boland     | 3. November 1942 – 3. Januar 1943 | Demokrat              |
| John William Murphy       | 3. Januar 1943 – 3. Januar 1945   | Demokrat              |
| Daniel John Flood         | 3. Januar 1945 – 3. Januar 1947   | Demokrat              |
| Mitchell Jenkins          | 3. Januar 1947 – 3. Januar 1949   | Republikaner          |
| Daniel John Flood         | 3. Januar 1949 – 3. Januar 1953   | Demokrat              |
| Edward John Bonin         | 3. Januar 1953 – 3. Januar 1955   | Republikaner          |
| Daniel John Flood         | 3. Januar 1955 – 31. Januar 1980  | Demokrat              |
| Raphael John Musto        | 9. April 1980 – 3. Januar 1981    | Demokrat              |
| James Leo Nelligan        | 3. Januar 1981 – 3. Januar 1983   | Republikaner          |
| Frank Girard Harrison     | 3. Januar 1983 – 3. Januar 1985   | Demokrat              |
| Paul E. Kanjorski         | 3. Januar 1985 – 3. Januar 2011   | Demokrat              |
| Louis J. Barletta         | 3. Januar 2011 – 3. Januar 2019   | Republikaner          |
| Lloyd Kenneth Smucker     | seit 3. Januar 2019               | Republikaner          |

## 12. Sitz (seit 1793)
| Name                             | Amtszeit                          | Partei                |
| -------------------------------- | --------------------------------- | --------------------- |
| William Findley                  | 4. März 1793 – 3. März 1799       | parteilos             |
| John Smilie                      | 4. März 1799 – 3. März 1803       | Democratic Republican |
| Andrew Gregg                     | 4. März 1803 – 3. März 1807       | Democratic Republican |
| Daniel Montgomery                | 4. März 1807 – 3. März 1809       | Democratic Republican |
| George Smith                     | 4. März 1809 – 3. März 1813       | Democratic Republican |
| Samuel Delucenna Ingham          | 4. März 1813 – 6. Juli 1818       | Democratic Republican |
| Samuel Moore                     | 13. Oktober 1818 – 20. Mai 1822   | Democratic Republican |
| Samuel Delucenna Ingham          | 8. Oktober 1822 – 3. März 1823    | Democratic Republican |
| Thomas Jones Rogers              | 4. März 1823 – 20. April 1824     | Democratic Republican |
| George Wolf                      | 9. Dezember 1824 – 1829           | Democratic Republican |
| Peter Ihrie                      | 13. Oktober 1829 – 3. März 1833   | Demokrat              |
| Henry Augustus Philip Muhlenberg | 4. März 1833 – 9. Februar 1838    | Demokrat              |
| George May Keim                  | 17. März 1838 – 3. März 1843      | Demokrat              |
| Almon Heath Read                 | 4. März 1843 – 3. Juni 1844       | Demokrat              |
| George Fuller                    | 2. Dezember 1844 – 3. März 1845   | Demokrat              |
| David Wilmot                     | 4. März 1845 – 3. März 1851       | Demokrat              |
| Galusha Aaron Grow               | 4. März 1851 – 3. März 1853       | Demokrat              |
| Hendrick Bradley Wright          | 4. März 1853 – 3. März 1855       | Demokrat              |
| Henry Mills Fuller               | 4. März 1855 – 3. März 1857       | Opposition Party      |
| John Gallagher Montgomery        | 4. März 1857 – 24. April 1857     | Demokrat              |
| Paul Leidy                       | 7. Dezember 1857 – 3. März 1859   | Demokrat              |
| George Whitfield Scranton        | 4. März 1859 – 24. März 1861      | Republikaner          |
| Hendrick Bradley Wright          | 4. Juli 1861 – 3. März 1863       | Demokrat              |
| Charles Denison                  | 4. März 1863 – 27. Juni 1867      | Demokrat              |
| George Washington Woodward       | 21. November 1867 – 3. März 1871  | Demokrat              |
| Lazarus Denison Shoemaker        | 4. März 1871 – 3. März 1875       | Republikaner          |
| Winthrop Welles Ketcham          | 4. März 1875 – 19. Juli 1876      | Republikaner          |
| William Henry Stanton            | 7. November 1876 – 3. März 1877   | Demokrat              |
| Hendrick Bradley Wright          | 4. Juli 1877 – 3. März 1881       | Demokrat              |
| Joseph Augustine Scranton        | 4. März 1881 – 3. März 1883       | Republikaner          |
| Daniel Ward Connolly             | 4. März 1883 – 3. März 1885       | Demokrat              |
| Joseph Augustine Scranton        | 4. März 1885 – 3. März 1887       | Republikaner          |
| John Lynch                       | 4. März 1887 – 3. März 1889       | Demokrat              |
| Edwin Sylvanus Osborne           | 4. März 1889 – 3. März 1891       | Republikaner          |
| George Washington Shonk          | 4. März 1891 – 3. März 1893       | Republikaner          |
| William Henry Hines              | 4. März 1893 – 3. März 1895       | Demokrat              |
| John Leisenring                  | 4. März 1895 – 3. März 1897       | Republikaner          |
| Morgan B. Williams               | 4. März 1897 – 3. März 1899       | Republikaner          |
| Stanley Woodward Davenport       | 4. März 1899 – 3. März 1901       | Demokrat              |
| Henry Wilbur Palmer              | 4. März 1901 – 3. März 1903       | Republikaner          |
| George Robert Patterson          | 4. März 1903 – 21. März 1906      | Republikaner          |
| Charles Napoleon Brumm           | 6. November 1906 – 4. Januar 1909 | Republikaner          |
| Alfred Buckwalter Garner         | 4. März 1909 – 3. März 1911       | Republikaner          |
| Robert Emmett Lee                | 4. März 1911 – 3. März 1915       | Demokrat              |
| Robert Douglas Heaton            | 4. März 1915 – 3. März 1919       | Republikaner          |
| John Reber                       | 4. März 1919 – 3. März 1923       | Republikaner          |
| John Joseph Casey                | 4. März 1923 – 3. März 1925       | Demokrat              |
| Edmund Nelson Carpenter          | 4. März 1925 – 3. März 1927       | Republikaner          |
| John Joseph Casey                | 4. März 1927 – 5. Mai 1929        | Demokrat              |
| Charles Murray Turpin            | 4. Juni 1929 – 3. Januar 1937     | Republikaner          |
| John Harold Flannery             | 3. Januar 1937 – 3. Januar 1942   | Demokrat              |
| Thomas Byron Miller              | 19. Mai 1942 – 3. Januar 1945     | Republikaner          |
| Ivor David Fenton                | 3. Januar 1945 – 3. Januar 1963   | Republikaner          |
| John Irving Whalley              | 3. Januar 1963 – 3. Januar 1973   | Republikaner          |
| John Phillips Saylor             | 3. Januar 1973 – 28. Oktober 1973 | Republikaner          |
| John Patrick Murtha              | 5. Februar 1974 – 8. Februar 2010 | Demokrat              |
| Mark S. Critz                    | 18. Mai 2010 – 3. Januar 2013     | Demokrat              |
| Keith James Rothfus              | 3. Januar 2013 – 3. Januar 2019   | Republikaner          |
| Thomas Anthony Marino            | 3. Januar 2019 – 23. Januar 2019  | Republikaner          |
| vakant                           | 23. Januar 2019 – 3. Juni 2019    |                       |
| Frederick B. Keller              | 3. Juni 2019 – 3. Januar 2023     | Republikaner          |
| Summer Lee                       | seit 3. Januar 2023               | Demokrat              |

## 13. Sitz (seit 1793)
| Name                            | Amtszeit                           | Partei                    |
| ------------------------------- | ---------------------------------- | ------------------------- |
| John Smilie                     | 4. März 1793 – 3. März 1795        | parteilos                 |
| Abraham Alfonse Albert Gallatin | 4. März 1795 – 3. März 1801        | Democratic Republican     |
| William Hoge                    | 4. März 1801 – 3. März 1803        | Democratic Republican     |
| John Stewart                    | 4. März 1803 – 3. März 1805        | Democratic Republican     |
| James Kelly                     | 4. März 1805 – 3. März 1809        | Föderalist                |
| William Crawford                | 4. März 1809 – 3. März 1813        | Democratic Republican     |
| Robert Brown                    | 4. März 1813 – 3. März 1815        | Democratic Republican     |
| John Ross                       | 4. März 1815 – 24. Februar 1818    | Democratic Republican     |
| Thomas Jones Rogers             | 3. März 1818 – 3. März 1823        | Democratic Republican     |
| William Cox Ellis               | 4. März 1823 – 3. März 1825        | Democratic Republican     |
| Espy Van Horne                  | 4. März 1825 – 3. März 1829        | Democratic Republican     |
| James Ford                      | 4. März 1829 – 3. März 1833        | Demokrat                  |
| William Clark                   | 4. März 1833 – 3. März 1837        | Anti-Masonic Party        |
| Luther Reily                    | 4. März 1837 – 3. März 1839        | Demokrat                  |
| William Simonton                | 4. März 1839 – 3. März 1843        | Whig                      |
| Henry Frick                     | 4. März 1843 – 1. März 1844        | Whig                      |
| James Pollock                   | 5. April 1844 – 3. März 1849       | Whig                      |
| Joseph Casey                    | 4. März 1849 – 3. März 1851        | Whig                      |
| James Gamble                    | 4. März 1851 – 3. März 1853        | Demokrat                  |
| Asa Packer                      | 4. März 1853 – 3. März 1857        | Demokrat                  |
| William Harrison Dimmick        | 4. März 1857 – 3. März 1861        | Demokrat                  |
| Philip Johnson                  | 4. März 1861 – 3. März 1863        | Demokrat                  |
| Henry Wells Tracy               | 4. März 1863 – 3. März 1865        | Unabhängiger Republikaner |
| Ulysses Mercur                  | 4. März 1865 – 2. Dezember 1872    | Republikaner              |
| Frank Charles Bunnell           | 24. Dezember 1872 – 3. März 1873   | Republikaner              |
| James Dale Strawbridge          | 4. März 1873 – 3. März 1875        | Republikaner              |
| James Bernard Reilly            | 4. März 1875 – 3. März 1879        | Demokrat                  |
| John Walker Ryon                | 4. März 1879 – 3. März 1881        | Demokrat                  |
| Charles Napoleon Brumm          | 4. März 1881 – 3. März 1889        | Greenback Party           |
| James Bernard Reilly            | 4. März 1889 – 3. März 1895        | Demokrat                  |
| Charles Napoleon Brumm          | 4. März 1895 – 3. März 1899        | Republikaner              |
| James Wilfrid Ryan              | 4. März 1899 – 3. März 1901        | Demokrat                  |
| George Robert Patterson         | 4. März 1901 – 3. März 1903        | Republikaner              |
| Marcus Charles Lawrence Kline   | 4. März 1903 – 3. März 1907        | Demokrat                  |
| John Hoover Rothermel           | 4. März 1907 – 3. März 1915        | Demokrat                  |
| Arthur Granville Dewalt         | 4. März 1915 – 3. März 1921        | Demokrat                  |
| Fred Benjamin Gernerd           | 4. März 1921 – 3. März 1923        | Republikaner              |
| George Franklin Brumm           | 4. März 1923 – 3. März 1927        | Republikaner              |
| Cyrus Maffet Palmer             | 4. März 1927 – 3. März 1929        | Republikaner              |
| George Franklin Brumm           | 4. März 1929 – 29. Mai 1934        | Republikaner              |
| James Hilary Gildea             | 3. Januar 1935 – 3. Januar 1939    | Demokrat                  |
| Ivor David Fenton               | 3. Januar 1939 – 3. Januar 1945    | Republikaner              |
| Daniel Knabb Hoch               | 3. Januar 1945 – 3. Januar 1947    | Demokrat                  |
| Frederick Augustus Muhlenberg   | 3. Januar 1947 – 3. Januar 1949    | Republikaner              |
| George Milton Rhodes            | 3. Januar 1949 – 3. Januar 1953    | Demokrat                  |
| Samuel Kerns McConnell          | 3. Januar 1953 – 1. September 1957 | Republikaner              |
| John Armand Lafore              | 5. November 1957 – 3. Januar 1961  | Republikaner              |
| Richard Schultz Schweiker       | 3. Januar 1961 – 3. Januar 1969    | Republikaner              |
| Robert Lawrence Coughlin        | 3. Januar 1969 – 3. Januar 1993    | Republikaner              |
| Marjorie Margolies-Mezvinsky    | 3. Januar 1993 – 3. Januar 1995    | Demokrat                  |
| Jon D. Fox                      | 3. Januar 1995 – 3. Januar 1999    | Republikaner              |
| Joseph Merrill Hoeffel          | 3. Januar 1999 – 3. Januar 2005    | Demokrat                  |
| Allyson Young Schwartz          | 3. Januar 2005 – 3. Januar 2015    | Demokrat                  |
| Brendan Francis Boyle           | 3. Januar 2015 – 3. Januar 2019    | Demokrat                  |
| John Patrick Joyce              | seit 3. Januar 2019                | Republikaner              |

## 14. Sitz (seit 1803)
| Name                          | Amtszeit                         | Partei                |
| ----------------------------- | -------------------------------- | --------------------- |
| John Rea                      | 4. März 1803 – 3. März 1811      | Democratic Republican |
| William Piper                 | 4. März 1811 – 3. März 1813      | Democratic Republican |
| John M. Hyneman               | 4. März 1813 – 2. August 1813    | Democratic Republican |
| Daniel Udree                  | 12. Oktober 1813 – 3. März 1815  | Democratic Republican |
| Joseph Hiester                | 4. März 1815 – Dezember 1820     | Democratic Republican |
| Daniel Udree                  | 26. Dezember 1820 – 3. März 1821 | Democratic Republican |
| Ludwig Worman                 | 4. März 1821 – 17. Oktober 1822  | Föderalist            |
| Daniel Udree                  | 10. Dezember 1822 – 3. März 1823 | Democratic Republican |
| George Kremer                 | 4. März 1823 – 3. März 1829      | Democratic Republican |
| Alem Marr                     | 4. März 1829 – 3. März 1831      | Demokrat              |
| Lewis Dewart                  | 4. März 1831 – 3. März 1833      | Demokrat              |
| Charles Augustus Barnitz      | 4. März 1833 – 3. März 1835      | Anti-Masonic Party    |
| Henry Logan                   | 4. März 1835 – 3. März 1839      | Demokrat              |
| James Gerry                   | 4. März 1839 – 3. März 1843      | Demokrat              |
| Alexander Ramsey              | 4. März 1843 – 3. März 1847      | Whig                  |
| George Nicholas Eckert        | 4. März 1847 – 3. März 1849      | Whig                  |
| Charles Wesley Pitman         | 4. März 1849 – 3. März 1851      | Whig                  |
| Thomas Marshal Bibighaus      | 4. März 1851 – 3. März 1853      | Whig                  |
| Galusha Aaron Grow            | 4. März 1853 – 3. März 1863      | Demokrat              |
| William Henry Miller          | 4. März 1863 – 3. März 1865      | Demokrat              |
| George Funston Miller         | 4. März 1865 – 3. März 1869      | Republikaner          |
| John Black Packer             | 4. März 1869 – 3. März 1877      | Republikaner          |
| John Weinland Killinger       | 4. März 1877 – 3. März 1881      | Republikaner          |
| Samuel Fleming Barr           | 4. März 1881 – 3. März 1885      | Republikaner          |
| Franklin Bound                | 4. März 1885 – 3. März 1889      | Republikaner          |
| John Winebrenner Rife         | 4. März 1889 – 3. März 1893      | Republikaner          |
| Ephraim Milton Woomer         | 4. März 1893 – 3. März 1897      | Republikaner          |
| Marlin Edgar Olmsted          | 4. März 1897 – 3. März 1903      | Republikaner          |
| Charles Frederick Wright      | 4. März 1903 – 3. März 1905      | Republikaner          |
| Mial Eben Lilley              | 4. März 1905 – 3. März 1907      | Republikaner          |
| George Washington Kipp        | 4. März 1907 – 3. März 1909      | Demokrat              |
| Charles Clarence Pratt        | 4. März 1909 – 3. März 1911      | Republikaner          |
| George Washington Kipp        | 4. März 1911 – 24. Juli 1911     | Demokrat              |
| William David Blakeslee Ainey | 7. November 1911 – 3. März 1915  | Republikaner          |
| Louis Thomas McFadden         | 4. März 1915 – 3. März 1923      | Republikaner          |
| William Martin Croll          | 4. März 1923 – 3. März 1925      | Demokrat              |
| Charles Joseph Esterly        | 4. März 1925 – 3. März 1927      | Republikaner          |
| Robert Grey Bushong           | 4. März 1927 – 3. März 1929      | Republikaner          |
| Charles Joseph Esterly        | 4. März 1929 – 3. März 1931      | Republikaner          |
| Norton Lewis Lichtenwalner    | 4. März 1931 – 3. März 1933      | Demokrat              |
| William Emanuel Richardson    | 4. März 1933 – 3. Januar 1937    | Demokrat              |
| Guy Louis Moser               | 3. Januar 1937 – 3. Januar 1943  | Demokrat              |
| Daniel Knabb Hoch             | 3. Januar 1943 – 3. Januar 1945  | Demokrat              |
| Wilson Darwin Gillette        | 3. Januar 1945 – 3. Januar 1951  | Republikaner          |
| Joseph Leonard Carrigg        | 3. Januar 1951 – 3. Januar 1953  | Republikaner          |
| George Milton Rhodes          | 3. Januar 1953 – 3. Januar 1963  | Demokrat              |
| William Singer Moorhead       | 3. Januar 1963 – 3. Januar 1981  | Demokrat              |
| William Joseph Coyne          | 3. Januar 1981 – 3. Januar 2003  | Demokrat              |
| Michael F. Doyle              | 3. Januar 2003 – 3. Januar 2019  | Demokrat              |
| Guy Lorin Reschenthaler       | seit 3. Januar 2019              | Republikaner          |

## 15. Sitz (seit 1803)
| Name                       | Amtszeit                          | Partei                |
| -------------------------- | --------------------------------- | --------------------- |
| William Findley            | 4. März 1803 – 3. März 1813       | Democratic Republican |
| William Piper              | 4. März 1813 – 3. März 1817       | Democratic Republican |
| Alexander Ogle             | 4. März 1817 – 3. März 1819       | Democratic Republican |
| Robert Philson             | 4. März 1819 – 3. März 1821       | Democratic Republican |
| John Tod                   | 4. März 1821 – 3. März 1823       | Democratic Republican |
| Samuel McKean              | 4. März 1823 – 3. März 1829       | Democratic Republican |
| Philander Stephens         | 4. März 1829 – 3. März 1833       | Demokrat              |
| George Chambers            | 4. März 1833 – 3. März 1837       | Anti-Masonic Party    |
| Daniel Sheffer             | 4. März 1837 – 3. März 1839       | Demokrat              |
| James Cooper               | 4. März 1839 – 3. März 1843       | Whig                  |
| Henry Nes                  | 4. März 1843 – 3. März 1845       | Unabhängiger Demokrat |
| Moses McClean              | 4. März 1845 – 3. März 1847       | Demokrat              |
| Henry Nes                  | 4. März 1847 – 10. September 1850 | Whig                  |
| Joel Buchanan Danner       | 2. Dezember 1850 – 3. März 1851   | Demokrat              |
| William Henry Kurtz        | 4. März 1851 – 3. März 1853       | Demokrat              |
| James Gamble               | 4. März 1853 – 3. März 1855       | Demokrat              |
| John Jamison Pearce        | 4. März 1855 – 3. März 1857       | Opposition Party      |
| Allison White              | 4. März 1857 – 3. März 1859       | Demokrat              |
| James Tracy Hale           | 4. März 1859 – 3. März 1863       | Republikaner          |
| Joseph Bailey              | 4. März 1863 – 3. März 1865       | Demokrat              |
| Adam John Glossbrenner     | 4. März 1865 – 3. März 1869       | Demokrat              |
| Richard Jacobs Haldeman    | 4. März 1869 – 3. März 1873       | Demokrat              |
| John Alexander Magee       | 4. März 1873 – 3. März 1875       | Demokrat              |
| Joseph Powell              | 4. März 1875 – 3. März 1877       | Demokrat              |
| Edward Overton             | 4. März 1877 – 3. März 1881       | Republikaner          |
| Cornelius Comegys Jadwin   | 4. März 1881 – 3. März 1883       | Republikaner          |
| George Adams Post          | 4. März 1883 – 3. März 1885       | Demokrat              |
| Frank Charles Bunnell      | 4. März 1885 – 3. März 1889       | Republikaner          |
| Myron Benjamin Wright      | 4. März 1889 – 13. November 1894  | Republikaner          |
| Edwin James Jorden         | 23. Februar 1895 – 3. März 1895   | Republikaner          |
| James Hodge Codding        | 5. November 1895 – 3. März 1899   | Republikaner          |
| Charles Frederick Wright   | 4. März 1899 – 3. März 1903       | Republikaner          |
| Elias Deemer               | 4. März 1903 – 3. März 1907       | Republikaner          |
| William Bauchop Wilson     | 4. März 1907 – 3. März 1913       | Demokrat              |
| Edgar Raymond Kiess        | 4. März 1913 – 3. März 1923       | Republikaner          |
| Louis Thomas McFadden      | 4. März 1923 – 3. Januar 1935     | Republikaner          |
| Charles Elmer Dietrich     | 3. Januar 1935 – 3. Januar 1937   | Demokrat              |
| Albert Greig Rutherford    | 3. Januar 1937 – 10. August 1941  | Republikaner          |
| Wilson Darwin Gillette     | 4. November 1941 – 3. Januar 1945 | Republikaner          |
| Robert Fleming Rich        | 3. Januar 1945 – 3. Januar 1951   | Republikaner          |
| Alvin Bush                 | 3. Januar 1951 – 3. Januar 1953   | Republikaner          |
| Francis Eugene Walter      | 3. Januar 1953 – 31. Mai 1963     | Demokrat              |
| Frederick Bernard Rooney   | 30. Juli 1963 – 3. Januar 1979    | Demokrat              |
| Donald Lawrence Ritter     | 3. Januar 1979 – 3. Januar 1993   | Republikaner          |
| Paul F. McHale             | 3. Januar 1993 – 3. Januar 1999   | Demokrat              |
| Patrick Joseph Toomey      | 3. Januar 1999 – 3. Januar 2005   | Republikaner          |
| Charles Wieder Dent        | 3. Januar 2005 – 12. Mai 2018     | Republikaner          |
| vakant                     | 12. Mai 2018 – 6. November 2018   |                       |
| Susan Ellis Wild           | 6. November 2018 – 3. Januar 2019 | Demokrat              |
| Glenn William Thompson Jr. | seit 3. Januar 2019               | Republikaner          |

## 16. Sitz (seit 1803)
| Name                         | Amtszeit                          | Partei                |
| ---------------------------- | --------------------------------- | --------------------- |
| John Smilie                  | 4. März 1803 – 30. Dezember 1812  | Democratic Republican |
| David Bard                   | 4. März 1813 – 12. März 1815      | Democratic Republican |
| Thomas Burnside              | 10. Oktober 1815 – April 1816     | Democratic Republican |
| William Plunkett Maclay      | 8. Oktober 1816 – 3. März 1821    | Democratic Republican |
| John Brown                   | 4. März 1821 – 3. März 1823       | Democratic Republican |
| James S. Mitchell            | 4. März 1823 – 3. März 1827       | Democratic Republican |
| Adam King                    | 4. März 1827 – 3. März 1833       | Demokrat              |
| Jesse Miller                 | 4. März 1833 – 30. Oktober 1836   | Demokrat              |
| James Black                  | 5. Dezember 1836 – 3. März 1837   | Demokrat              |
| Charles McClure              | 4. März 1837 – 3. März 1839       | Demokrat              |
| William Sterrett Ramsey      | 4. März 1839 – 6. April 1840      | Demokrat              |
| Amos Gustine                 | 4. Mai 1841 – 3. März 1843        | Demokrat              |
| James Black                  | 4. März 1843 – 3. März 1847       | Demokrat              |
| Jasper Ewing Brady           | 4. März 1847 – 3. März 1849       | Whig                  |
| James Xavier McLanahan       | 4. März 1849 – 3. März 1853       | Demokrat              |
| Carlton Brandaga Curtis      | 4. März 1853 – 3. März 1855       | Demokrat              |
| Lemuel Todd                  | 4. März 1855 – 3. März 1857       | Republikaner          |
| John Alexander Ahl           | 4. März 1857 – 3. März 1959       | Demokrat              |
| Benjamin Franklin Junkin     | 4. März 1859 – 3. März 1861       | Republikaner          |
| Joseph Bailey                | 4. März 1861 – 3. März 1863       | Demokrat              |
| Alexander Hamilton Coffroth  | 4. März 1863 – 18. Juli 1866      | Demokrat              |
| William Henry Koontz         | 18. Juli 1866 – 3. März 1869      | Republikaner          |
| John Cessna                  | 4. März 1869 – 3. März 1871       | Republikaner          |
| Benjamin Franklin Meyers     | 4. März 1871 – 3. März 1873       | Demokrat              |
| John Cessna                  | 4. März 1873 – 3. März 1875       | Republikaner          |
| Sobieski Ross                | 4. März 1875 – 3. März 1877       | Republikaner          |
| John Inscho Mitchell         | 4. März 1877 – 3. März 1881       | Republikaner          |
| Robert Jarvis Cochran Walker | 4. März 1881 – 3. März 1883       | Republikaner          |
| William Wallace Brown        | 4. März 1883 – 3. März 1887       | Republikaner          |
| Henry Clay McCormick         | 4. März 1887 – 3. März 1891       | Republikaner          |
| Albert Cole Hopkins          | 4. März 1891 – 3. März 1895       | Republikaner          |
| Fred Churchill Leonard       | 4. März 1895 – 3. März 1897       | Republikaner          |
| Horace Billings Packer       | 4. März 1897 – 3. März 1901       | Republikaner          |
| Elias Deemer                 | 4. März 1901 – 3. März 1903       | Republikaner          |
| Charles Heber Dickerman      | 4. März 1903 – 3. März 1905       | Demokrat              |
| Edmund William Samuel        | 4. März 1905 – 3. Januar 1907     | Republikaner          |
| John Geiser McHenry          | 4. März 1907 – 27. Dezember 1912  | Demokrat              |
| John Vandling Lesher         | 4. März 1913 – 3. März 1921       | Demokrat              |
| Isaac Clinton Kline          | 4. März 1921 – 3. März 1923       | Republikaner          |
| Edgar Raymond Kiess          | 4. März 1923 – 20. Juli 1930      | Republikaner          |
| Robert Fleming Rich          | 4. November 1930 – 3. Januar 1943 | Republikaner          |
| Thomas Edward Scanlon        | 3. Januar 1943 – 3. Januar 1945   | Demokrat              |
| Samuel Kerns McConnell       | 3. Januar 1945 – 3. Januar 1953   | Republikaner          |
| Walter Mann Mumma            | 3. Januar 1953 – 25. Februar 1961 | Republikaner          |
| John Crain Kunkel            | 16. Mai 1961 – 30. Dezember 1966  | Republikaner          |
| Edwin Duing Eshleman         | 3. Januar 1967 – 3. Januar 1977   | Republikaner          |
| Robert Smith Walker          | 3. Januar 1977 – 3. Januar 1997   | Republikaner          |
| Joseph R. Pitts              | 3. Januar 1997 – 3. Januar 2017   | Republikaner          |
| Lloyd Kenneth Smucker        | 3. Januar 2017 – 3. Januar 2019   | Republikaner          |
| George Joseph Kelly Jr.      | seit 3. Januar 2019               | Republikaner          |

## 17. Sitz (seit 1803)
| Name                        | Amtszeit                          | Partei                |
| --------------------------- | --------------------------------- | --------------------- |
| William Hoge                | 4. März 1803 – 15. Oktober 1804   | Democratic Republican |
| John Hoge                   | 2. November 1804 – 3. März 1805   | Democratic Republican |
| John Hamilton               | 4. März 1805 – 3. März 1807       | Democratic Republican |
| William Hoge                | 4. März 1807 – 3. März 1809       | Democratic Republican |
| Aaron Lyle                  | 4. März 1809 – 3. März 1813       | Democratic Republican |
| Jared Irwin                 | 4. März 1813 – 3. März 1817       | Democratic Republican |
| David Scott                 | 1817                              | Democratic Republican |
| John Murray                 | 14. Oktober 1817 – 3. März 1821   | Democratic Republican |
| William Cox Ellis           | 1821                              | Democratic Republican |
| Thomas Murray               | 9. Oktober 1821 – 3. März 1823    | Democratic Republican |
| John Findlay                | 4. März 1823 – 3. März 1827       | Democratic Republican |
| William Ramsey              | 4. März 1827 – 29. September 1831 | Demokrat              |
| Robert McCoy                | 22. November 1831 – 3. März 1833  | Demokrat              |
| Joseph Henderson            | 4. März 1833 – 3. März 1837       | Demokrat              |
| William Wilson Potter       | 4. März 1837 – 28. Oktober 1839   | Demokrat              |
| George McCulloch            | 20. November 1839 – 3. März 1841  | Demokrat              |
| James Irvin                 | 4. März 1841 – 3. März 1845       | Whig                  |
| John Blanchard              | 4. März 1845 – 3. März 1849       | Whig                  |
| Samuel Calvin               | 4. März 1849 – 3. März 1851       | Whig                  |
| Andrew Parker               | 4. Mai 1851 – 3. März 1853        | Demokrat              |
| Samuel Lyon Russell         | 4. März 1853 – 3. März 1855       | Whig                  |
| David Fullerton Robison     | 4. März 1855 – 3. März 1857       | Opposition Party      |
| Wilson Reilly               | 4. März 1857 – 3. März 1859       | Demokrat              |
| Edward McPherson            | 4. März 1859 – 3. März 1863       | Republikaner          |
| Archibald McAllister        | 4. März 1863 – 3. März 1865       | Demokrat              |
| Abraham Andrews Barker      | 4. März 1865 – 3. März 1867       | Republikaner          |
| Daniel Johnson Morrell      | 4. März 1867 – 3. März 1871       | Republikaner          |
| Robert Milton Speer         | 4. März 1871 – 3. März 1875       | Demokrat              |
| John Reilly                 | 4. März 1875 – 3. März 1877       | Demokrat              |
| Jacob Miller Campbell       | 4. März 1877 – 3. März 1879       | Republikaner          |
| Alexander Hamilton Coffroth | 4. März 1879 – 3. März 1881       | Demokrat              |
| Jacob Miller Campbell       | 4. März 1881 – 3. März 1887       | Republikaner          |
| Edward Scull                | 4. März 1887 – 3. März 1889       | Republikaner          |
| Charles Rollin Buckalew     | 4. März 1889 – 3. März 1891       | Demokrat              |
| Simon Peter Wolverton       | 4. März 1891 – 3. März 1895       | Demokrat              |
| Monroe Henry Kulp           | 4. März 1895 – 3. März 1899       | Republikaner          |
| Rufus King Polk             | 4. März 1899 – 5. März 1902       | Demokrat              |
| Alexander Billmeyer         | 4. November 1902 – 3. März 1903   | Demokrat              |
| Thaddeus Maclay Mahon       | 4. März 1903 – 3. März 1907       | Republikaner          |
| Benjamin Kurtz Focht        | 4. März 1907 – 3. März 1913       | Republikaner          |
| Franklin Lewis Dershem      | 4. März 1913 – 3. März 1915       | Demokrat              |
| Benjamin Kurtz Focht        | 4. März 1915 – 3. März 1923       | Republikaner          |
| Herbert Wesley Cummings     | 4. März 1923 – 3. März 1925       | Demokrat              |
| Frederick William Magrady   | 4. März 1925 – 3. März 1933       | Republikaner          |
| John William Ditter         | 4. März 1933 – 21. November 1943  | Republikaner          |
| Samuel Kerns McConnell      | 18. Januar 1944 – 3. Januar 1945  | Republikaner          |
| Richard Murray Simpson      | 3. Januar 1945 – 3. Januar 1953   | Republikaner          |
| Alvin Bush                  | 3. Januar 1953 – 5. November 1959 | Republikaner          |
| Herman Theodore Schneebeli  | 26. April 1960 – 3. Januar 1977   | Republikaner          |
| Allen Edward Ertel          | 3. Januar 1977 – 3. Januar 1983   | Demokrat              |
| George William Gekas        | 3. Januar 1983 – 3. Januar 2003   | Republikaner          |
| Thomas Timothy Holden       | 3. Januar 2003 – 3. Januar 2013   | Demokrat              |
| Matthew Alton Cartwright    | 3. Januar 2013 – 3. Januar 2019   | Demokrat              |
| Conor James Lamb            | 3. Januar 2019 – 3. Januar 2023   | Demokrat              |
| Chris Deluzio               | seit 3. Januar 2023               | Demokrat              |

## 18. Sitz (1803–2023)
| Name                        | Amtszeit                           | Partei                    |
| --------------------------- | ---------------------------------- | ------------------------- |
| John Baptiste Charles Lucas | 4. März 1803 – 1805                | Democratic Republican     |
| Samuel Smith                | 7. November 1805 – 3. März 1811    | Democratic Republican     |
| Abner Lacock                | 4. März 1811 – 3. März 1813        | Democratic Republican     |
| Isaac Smith                 | 4. März 1813 – 3. März 1815        | Democratic Republican     |
| William Wilson              | 4. März 1815 – 3. März 1819        | Democratic Republican     |
| George Denison              | 4. März 1819 – 3. März 1823        | Democratic Republican     |
| James Wilson                | 4. März 1823 – 3. März 1829        | Democratic Republican     |
| Thomas Hartley Crawford     | 4. März 1829 – 3. März 1833        | Demokrat                  |
| Andrew Beaumont             | 4. März 1833 – 3. März 1837        | Demokrat                  |
| David Petrikin              | 4. März 1837 – 3. März 1841        | Demokrat                  |
| Benjamin Alden Bidlack      | 4. März 1841 – 3. März 1843        | Demokrat                  |
| Andrew Stewart I            | 4. März 1843 – 3. März 1849        | Whig                      |
| Andrew Jackson Ogle         | 4. März 1849 – 3. März 1851        | Whig                      |
| John Littleton Dawson       | 4. März 1851 – 3. März 1853        | Demokrat                  |
| John McCulloch              | 4. März 1853 – 3. März 1855        | Whig                      |
| John Rufus Edie             | 4. März 1855 – 3. März 1859        | Opposition Party          |
| Samuel Steel Blair          | 4. März 1859 – 3. März 1863        | Republikaner              |
| James Tracy Hale            | 4. März 1863 – 3. März 1865        | Unabhängiger Republikaner |
| Stephen Fowler Wilson       | 4. März 1865 – 3. März 1869        | Republikaner              |
| William Hepburn Armstrong   | 4. März 1869 – 3. März 1871        | Republikaner              |
| Henry Sherwood              | 4. Mai 1871 – 3. März 1873         | Demokrat                  |
| Sobieski Ross               | 4. März 1873 – 3. März 1875        | Republikaner              |
| William Shearer Stenger     | 4. März 1875 – 3. März 1879        | Demokrat                  |
| Horatio Gates Fisher        | 4. März 1879 – 3. März 1883        | Republikaner              |
| Louis Evans Atkinson        | 4. März 1883 – 3. März 1893        | Republikaner              |
| Thaddeus Maclay Mahon       | 4. März 1893 – 3. März 1903        | Republikaner              |
| Marlin Edgar Olmsted        | 4. März 1903 – 3. März 1913        | Republikaner              |
| Aaron Shenk Kreider         | 4. März 1913 – 3. März 1923        | Republikaner              |
| Edward McMath Beers         | 4. März 1923 – 21. April 1932      | Republikaner              |
| Joseph Franklin Biddle      | 8. November 1932 – 3. März 1933    | Republikaner              |
| Benjamin Kurtz Focht        | 4. März 1933 – 27. März 1937       | Republikaner              |
| Richard Murray Simpson      | 11. Mai 1937 – 3. Januar 1945      | Republikaner              |
| John Crain Kunkel           | 3. Januar 1945 – 3. Januar 1951    | Republikaner              |
| Walter Mann Mumma           | 3. Januar 1951 – 3. Januar 1953    | Republikaner              |
| Richard Murray Simpson      | 3. Januar 1953 – 7. Januar 1960    | Republikaner              |
| Douglas Hemphill Elliott    | 26. April 1960 – 19. Juni 1960     | Republikaner              |
| John Irving Whalley         | 8. November 1960 – 3. Januar 1963  | Republikaner              |
| Robert James Corbett        | 3. Januar 1963 – 25. April 1971    | Republikaner              |
| Henry John Heinz III        | 2. November 1971 – 3. Januar 1977  | Republikaner              |
| Douglas Walgren             | 3. Januar 1977 – 3. Januar 1991    | Demokrat                  |
| Richard John Santorum       | 3. Januar 1991 – 3. Januar 1995    | Republikaner              |
| Michael F. Doyle            | 3. Januar 1995 – 3. Januar 2003    | Demokrat                  |
| Timothy F. Murphy           | 3. Januar 2003 – 21. Oktober 2017  | Republikaner              |
| vakant                      | 21. Oktober 2017 – 12. April 2018  |                           |
| Conor James Lamb            | 12. April 2018 – 3. Januar 2019    | Demokrat                  |
| Michael F. Doyle Jr.        | 3. Januar 2019 – 31. Dezember 2022 | Demokrat                  |

## 19. Sitz (1813–2013)
| Name                      | Amtszeit                         | Partei                |
| ------------------------- | -------------------------------- | --------------------- |
| William Findley           | 4. März 1813 – 3. März 1817      | Democratic Republican |
| David Marchand            | 4. März 1817 – 3. März 1821      | Democratic Republican |
| George Plumer             | 4. März 1821 – 3. März 1823      | Democratic Republican |
| John Brown                | 4. März 1823 – 3. März 1825      | Democratic Republican |
| John Mitchell             | 4. März 1825 – 3. März 1829      | Democratic Republican |
| John Scott                | 4. März 1829 – 3. März 1831      | Demokrat              |
| Robert Allison            | 4. März 1831 – 3. März 1833      | Anti-Masonic Party    |
| Joseph Biles Anthony      | 4. März 1833 – 3. März 1837      | Demokrat              |
| Robert Hanna Hammond      | 4. März 1837 – 3. März 1841      | Demokrat              |
| John Snyder               | 4. März 1841 – 3. März 1843      | Demokrat              |
| Henry Donnel Foster       | 4. März 1843 – 3. März 1847      | Demokrat              |
| Job Mann                  | 4. Mai 1847 – 3. März 1851       | Demokrat              |
| Joseph Henry Kuhns        | 4. März 1851 – 3. März 1853      | Whig                  |
| Augustus Drum             | 4. März 1853 – 3. März 1855      | Demokrat              |
| John Covode               | 4. März 1855 – 3. März 1863      | Opposition Party      |
| Glenni William Scofield   | 4. März 1863 – 3. März 1873      | Republikaner          |
| Carlton Brandaga Curtis   | 4. März 1873 – 3. März 1875      | Republikaner          |
| Levi Maish                | 4. März 1875 – 3. März 1879      | Demokrat              |
| Frank Eckels Beltzhoover  | 4. März 1879 – 3. März 1883      | Demokrat              |
| William Addison Duncan    | 4. März 1883 – 14. November 1884 | Demokrat              |
| John Augustus Swope       | 23. Dezember 1884 – 3. März 1887 | Demokrat              |
| Levi Maish                | 4. März 1887 – 3. März 1891      | Demokrat              |
| Frank Eckels Beltzhoover  | 4. März 1891 – 3. März 1895      | Demokrat              |
| James Alonzo Stahle       | 4. März 1895 – 3. März 1897      | Republikaner          |
| George Jacob Benner       | 4. März 1897 – 3. März 1899      | Demokrat              |
| Edward Danner Ziegler     | 4. März 1899 – 3. März 1901      | Demokrat              |
| Robert Jacob Lewis        | 4. März 1901 – 3. März 1903      | Republikaner          |
| Alvin Evans               | 4. März 1903 – 3. März 1905      | Republikaner          |
| John Merriman Reynolds    | 4. März 1905 – 17. Januar 1911   | Republikaner          |
| Jesse Lee Hartman         | 4. März 1911 – 3. März 1913      | Republikaner          |
| Warren Worth Bailey       | 4. März 1913 – 3. März 1917      | Demokrat              |
| John Marshall Rose        | 4. März 1917 – 3. März 1923      | Republikaner          |
| Frank Crawford Sites      | 4. März 1923 – 3. März 1925      | Demokrat              |
| Joshua William Swartz     | 4. März 1925 – 3. März 1927      | Republikaner          |
| Isaac Hoffer Doutrich     | 4. März 1927 – 3. Januar 1937    | Republikaner          |
| Guy Jacob Swope           | 3. Januar 1937 – 3. Januar 1939  | Demokrat              |
| John Crain Kunkel         | 3. Januar 1939 – 3. Januar 1945  | Republikaner          |
| Leon Harry Gavin          | 3. Januar 1945 – 3. Januar 1953  | Republikaner          |
| Simon Walter Stauffer     | 3. Januar 1953 – 3. Januar 1955  | Republikaner          |
| James Michael Quigley     | 3. Januar 1955 – 3. Januar 1957  | Demokrat              |
| Simon Walter Stauffer     | 3. Januar 1957 – 3. Januar 1959  | Republikaner          |
| James Michael Quigley     | 3. Januar 1959 – 3. Januar 1961  | Demokrat              |
| George Atlee Goodling     | 3. Januar 1961 – 3. Januar 1965  | Republikaner          |
| Nathanial Neiman Craley   | 3. Januar 1965 – 3. Januar 1967  | Demokrat              |
| George Atlee Goodling     | 3. Januar 1967 – 3. Januar 1975  | Republikaner          |
| William Franklin Goodling | 3. Januar 1975 – 3. Januar 2001  | Republikaner          |
| Todd Russell Platts       | 3. Januar 2001 – 3. Januar 2013  | Republikaner          |

## 20. Sitz (1813–2003)
| Name                      | Amtszeit                          | Partei                |
| ------------------------- | --------------------------------- | --------------------- |
| Aaron Lyle                | 4. März 1813 – 3. März 1817       | Democratic Republican |
| Thomas Patterson          | 4. März 1817 – 3. März 1823       | Democratic Republican |
| John Tod                  | 4. März 1823 – 1824               | Democratic Republican |
| Alexander Thomson         | 6. Dezember 1824 – 1. Mai 1826    | Democratic Republican |
| Chauncey Forward          | 4. Dezember 1826 – 3. März 1831   | Democratic Republican |
| George Burd               | 4. März 1831 – 3. März 1833       | Nationalrepublikaner  |
| John Laporte              | 4. März 1833 – 3. März 1837       | Demokrat              |
| Samuel Wells Morris       | 4. März 1837 – 3. März 1841       | Demokrat              |
| Davis Dimock              | 4. März 1841 – 13. Januar 1842    | Demokrat              |
| Almon Heath Read          | 18. März 1842 – 3. März 1843      | Demokrat              |
| John Dickey               | 4. März 1843 – 3. März 1845       | Whig                  |
| John Hoge Ewing           | 4. März 1845 – 3. März 1847       | Whig                  |
| John Dickey               | 4. März 1847 – 3. März 1849       | Whig                  |
| Robert Rentoul Reed       | 4. März 1849 – 3. März 1851       | Whig                  |
| John Allison              | 4. März 1851 – 3. März 1853       | Whig                  |
| John Littleton Dawson     | 4. März 1853 – 3. März 1855       | Demokrat              |
| Jonathan Knight           | 4. März 1855 – 3. März 1857       | Opposition Party      |
| William Montgomery II     | 4. März 1857 – 3. März 1861       | Demokrat              |
| Jesse Lazear              | 4. März 1861 – 3. März 1863       | Demokrat              |
| Amos Myers                | 4. März 1863 – 3. März 1865       | Republikaner          |
| Charles Vernon Culver     | 4. März 1865 – 3. März 1867       | Republikaner          |
| Darwin Abel Finney        | 4. März 1867 – 25. August 1868    | Republikaner          |
| Solomon Newton Pettis     | 7. Dezember 1868 – 3. März 1869   | Republikaner          |
| Calvin Willard Gilfillan  | 4. März 1869 – 3. März 1871       | Republikaner          |
| Samuel Griffith           | 4. März 1871 – 3. März 1873       | Demokrat              |
| Hiram Lawton Richmond     | 4. März 1873 – 3. März 1875       | Republikaner          |
| Levi Augustus Mackey      | 4. März 1875 – 3. März 1879       | Demokrat              |
| Seth Hartman Yocum        | 4. März 1879 – 3. März 1881       | Greenback Party       |
| Andrew Gregg Curtin       | 4. März 1881 – 3. März 1887       | Demokrat              |
| John Patton               | 4. März 1887 – 3. März 1889       | Republikaner          |
| Edward Scull              | 4. März 1889 – 3. März 1893       | Republikaner          |
| Josiah Duane Hicks        | 4. März 1893 – 3. März 1899       | Republikaner          |
| Joseph Earlston Thropp    | 4. März 1899 – 3. März 1901       | Republikaner          |
| Alvin Evans               | 4. März 1901 – 3. März 1903       | Republikaner          |
| Daniel Franklin Lafean    | 4. März 1903 – 3. März 1913       | Republikaner          |
| Andrew R. Brodbeck        | 4. März 1913 – 3. März 1915       | Demokrat              |
| Cyrus William Beales      | 4. März 1915 – 3. März 1917       | Republikaner          |
| Andrew R. Brodbeck        | 4. März 1917 – 3. März 1919       | Demokrat              |
| Edward Schroeder Brooks   | 4. März 1919 – 3. März 1923       | Republikaner          |
| George M. Wertz           | 4. März 1923 – 3. März 1925       | Republikaner          |
| Anderson Howell Walters   | 4. März 1925 – 3. März 1927       | Republikaner          |
| James Russell Leech       | 4. März 1927 – 29. Januar 1932    | Republikaner          |
| Howard William Stull      | 26. April 1932 – 3. März 1933     | Republikaner          |
| Thomas Cunningham Cochran | 4. März 1933 – 3. Januar 1935     | Republikaner          |
| Denis Joseph Driscoll     | 3. Januar 1935 – 3. Januar 1937   | Demokrat              |
| Benjamin Jarrett          | 3. Januar 1937 – 3. Januar 1943   | Republikaner          |
| Leon Harry Gavin          | 3. Januar 1943 – 3. Januar 1945   | Republikaner          |
| Francis Eugene Walter     | 3. Januar 1945 – 3. Januar 1953   | Demokrat              |
| James Edward Van Zandt    | 3. Januar 1953 – 3. Januar 1963   | Republikaner          |
| Elmer Joseph Holland      | 3. Januar 1963 – 9. August 1968   | Demokrat              |
| Joseph Matthew Gaydos     | 5. November 1968 – 3. Januar 1993 | Demokrat              |
| Austin John Murphy        | 3. Januar 1993 – 3. Januar 1995   | Demokrat              |
| Frank R. Mascara          | 3. Januar 1995 – 3. Januar 2003   | Demokrat              |

## 21. Sitz (1813–2003)
| Name                      | Amtszeit                           | Partei                |
| ------------------------- | ---------------------------------- | --------------------- |
| Isaac Griffin             | 24. Mai 1813 – 3. März 1817        | Democratic Republican |
| Christian Tarr            | 4. März 1817 – 3. März 1821        | Democratic Republican |
| Andrew Stewart I          | 4. März 1821 – 3. März 1829        | Democratic Republican |
| Thomas Irwin              | 4. März 1829 – 3. März 1831        | Demokrat              |
| Andrew Stewart I          | 4. März 1831 – 3. März 1833        | Anti-Masonic Party    |
| George Burd               | 4. März 1833 – 3. März 1835        | Nationalrepublikaner  |
| Job Mann                  | 4. März 1835 – 3. März 1837        | Demokrat              |
| Charles Ogle              | 4. März 1837 – 10. Mai 1841        | Anti-Masonic Party    |
| Henry Black               | 28. Juni 1841 – 28. November 1841  | Whig                  |
| James McPherson Russell   | 21. Dezember 1841 – 3. März 1843   | Whig                  |
| William Wilkins           | 4. März 1843 – 14. Februar 1844    | Demokrat              |
| Cornelius Darragh         | 26. März 1844 – 3. März 1847       | Whig                  |
| Moses Hampton             | 4. März 1847 – 3. März 1851        | Whig                  |
| Thomas Marshall Howe      | 4. März 1851 – 3. März 1853        | Whig                  |
| David Ritchie             | 4. März 1853 – 3. März 1859        | Whig                  |
| James Kennedy Moorhead    | 4. März 1859 – 3. März 1863        | Republikaner          |
| John Littleton Dawson     | 4. März 1863 – 3. März 1867        | Demokrat              |
| John Covode               | 4. März 1867 – 3. März 1871        | Republikaner          |
| Henry Donnel Foster       | 4. März 1871 – 3. März 1873        | Demokrat              |
| Alexander Wilson Taylor   | 4. März 1873 – 3. März 1875        | Republikaner          |
| Jacob Turney              | 4. März 1875 – 3. März 1879        | Demokrat              |
| Morgan Ringland Wise      | 4. März 1879 – 3. März 1883        | Demokrat              |
| Charles Edmund Boyle      | 4. März 1883 – 3. März 1887        | Demokrat              |
| Welty McCullogh           | 4. März 1887 – 3. März 1889        | Republikaner          |
| Samuel Alfred Craig       | 4. März 1889 – 3. März 1891        | Republikaner          |
| George Franklin Huff      | 4. März 1891 – 3. März 1893        | Republikaner          |
| Daniel Brodhead Heiner    | 4. März 1893 – 3. März 1897        | Republikaner          |
| Edward Everett Robbins    | 4. März 1897 – 3. März 1899        | Republikaner          |
| Summers Melville Jack     | 4. März 1899 – 3. März 1903        | Republikaner          |
| Solomon Robert Dresser    | 4. März 1903 – 3. März 1907        | Republikaner          |
| Charles Frederick Barclay | 4. März 1907 – 3. März 1911        | Republikaner          |
| Charles Emory Patton      | 4. März 1911 – 3. März 1915        | Republikaner          |
| Charles Hedding Rowland   | 4. März 1915 – 3. März 1919        | Republikaner          |
| Evan John Jones           | 4. März 1919 – 3. März 1923        | Republikaner          |
| Jacob Banks Kurtz         | 4. März 1923 – 3. März 1933        | Republikaner          |
| Francis Eugene Walter     | 4. März 1933 – 3. Januar 1945      | Demokrat              |
| Chester Heilman Gross     | 3. Januar 1945 – 3. Januar 1949    | Republikaner          |
| James Francis Lind        | 3. Januar 1949 – 3. Januar 1953    | Demokrat              |
| Augustine Bernard Kelley  | 3. Januar 1953 – 20. November 1957 | Demokrat              |
| John Herman Dent          | 27. Januar 1958 – 3. Januar 1979   | Demokrat              |
| Donald Allen Bailey       | 3. Januar 1979 – 3. Januar 1983    | Demokrat              |
| Thomas Joseph Ridge       | 3. Januar 1983 – 3. Januar 1995    | Republikaner          |
| Philip Sheridan English   | 3. Januar 1995 – 3. Januar 2003    | Republikaner          |

## 22. Sitz (1813–1993)
| Name                            | Amtszeit                         | Partei                |
| ------------------------------- | -------------------------------- | --------------------- |
| Adamson Tannehill               | 4. März 1813 – 3. März 1815      | Democratic Republican |
| John Woods                      | 4. März 1815 – 16. Dezember 1816 | Föderalist            |
| Henry Baldwin                   | 4. März 1817 – 8. Mai 1822       | Democratic Republican |
| Walter Forward                  | 8. Oktober 1822 – 3. März 1823   | Democratic Republican |
| Thomas Patterson                | 4. März 1823 – 3. März 1825      | Democratic Republican |
| Joseph Lawrence                 | 4. März 1825 – 3. März 1829      | Democratic Republican |
| William McCreery                | 4. März 1829 – 3. März 1831      | Demokrat              |
| Thomas McKean Thompson McKennan | 4. März 1831 – 3. März 1833      | Anti-Masonic Party    |
| Richard Coulter                 | 4. März 1833 – 3. März 1835      | Demokrat              |
| John Klingensmith               | 4. März 1835 – 3. März 1839      | Demokrat              |
| Albert Gallatin Marchand        | 4. März 1839 – 3. März 1843      | Demokrat              |
| Samuel Hays                     | 4. März 1843 – 3. März 1845      | Demokrat              |
| William Swan Garvin             | 4. März 1845 – 3. März 1847      | Demokrat              |
| John Wilson Farrelly            | 4. März 1847 – 3. März 1849      | Whig                  |
| John W. Howe                    | 4. März 1849 – 3. März 1853      | Free Soil Party       |
| Thomas Marshall Howe            | 4. März 1853 – 3. März 1855      | Whig                  |
| Samuel Anderson Purviance       | 4. März 1855 – 3. März 1859      | Opposition Party      |
| Robert McKnight                 | 4. März 1859 – 3. März 1863      | Republikaner          |
| James Kennedy Moorhead          | 4. März 1863 – 3. März 1869      | Republikaner          |
| James Scott Negley              | 4. März 1869 – 3. März 1875      | Republikaner          |
| James Herron Hopkins            | 4. März 1875 – 3. März 1877      | Demokrat              |
| Russell Errett                  | 4. März 1877 – 3. März 1883      | Republikaner          |
| James Herron Hopkins            | 4. März 1883 – 3. März 1885      | Demokrat              |
| James Scott Negley              | 4. März 1885 – 3. März 1887      | Republikaner          |
| John Dalzell                    | 4. März 1887 – 3. März 1903      | Republikaner          |
| George Franklin Huff            | 4. März 1903 – 3. März 1911      | Republikaner          |
| Curtis Hussey Gregg             | 4. März 1911 – 3. März 1913      | Demokrat              |
| Abraham Lincoln Keister         | 4. März 1913 – 3. März 1917      | Republikaner          |
| Edward Everett Robbins          | 4. März 1917 – 25. Januar 1919   | Republikaner          |
| John Haden Wilson               | 4. März 1919 – 3. März 1921      | Demokrat              |
| Adam Martin Wyant               | 4. März 1921 – 3. März 1923      | Republikaner          |
| Samuel Feiser Glatfelter        | 4. März 1923 – 3. März 1925      | Demokrat              |
| Franklin Menges                 | 4. März 1925 – 3. März 1931      | Republikaner          |
| Harry Luther Haines             | 4. März 1931 – 3. Januar 1939    | Demokrat              |
| Chester Heilman Gross           | 3. Januar 1939 – 3. Januar 1941  | Republikaner          |
| Harry Luther Haines             | 3. Januar 1941 – 3. Januar 1943  | Demokrat              |
| Chester Heilman Gross           | 3. Januar 1943 – 3. Januar 1945  | Republikaner          |
| David Emmert Brumbaugh          | 3. Januar 1945 – 3. Januar 1947  | Republikaner          |
| James Edward Van Zandt          | 3. Januar 1947 – 3. Januar 1953  | Republikaner          |
| John Phillips Saylor            | 3. Januar 1953 – 3. Januar 1973  | Republikaner          |
| Thomas Ellsworth Morgan         | 3. Januar 1973 – 3. Januar 1977  | Demokrat              |
| Austin John Murphy              | 3. Januar 1977 – 3. Januar 1993  | Demokrat              |

## 23. Sitz (1813–1993)
| Name                      | Amtszeit                            | Partei                |
| ------------------------- | ----------------------------------- | --------------------- |
| Thomas Wilson             | 4. März 1813 – 3. März 1817         | Democratic Republican |
| Robert Moore              | 4. März 1817 – 3. März 1821         | Democratic Republican |
| Patrick Farrelly          | 4. März 1821 – 3. März 1823         | Democratic Republican |
| Walter Forward            | 4. März 1823 – 3. März 1825         | Democratic Republican |
| James S. Stevenson        | 4. März 1825 – 3. März 1829         | Democratic Republican |
| Harmar Denny              | 15. Dezember 1829 – 3. März 1833    | Anti-Masonic Party    |
| Andrew Stewart I          | 4. März 1833 – 3. März 1835         | Anti-Masonic Party    |
| Andrew Buchanan           | 4. März 1835 – 3. März 1839         | Demokrat              |
| Enos Hook                 | 4. März 1839 – 18. April 1841       | Demokrat              |
| Henry White Beeson        | 31. Mai 1841 – 3. März 1843         | Demokrat              |
| Charles Manning Reed      | 4. März 1843 – 3. März 1845         | Whig                  |
| James Thompson            | 4. März 1845 – 3. März 1851         | Demokrat              |
| Carlton Brandaga Curtis   | 4. März 1851 – 3. März 1853         | Demokrat              |
| Michael Carver Trout      | 4. März 1853 – 3. März 1855         | Demokrat              |
| John Allison              | 4. März 1855 – 3. März 1857         | Opposition Party      |
| William Stewart           | 4. März 1857 – 3. März 1861         | Republikaner          |
| John Winfield Wallace     | 4. März 1861 – 3. März 1863         | Republikaner          |
| Thomas Williams           | 4. März 1863 – 3. März 1869         | Republikaner          |
| Darwin Phelps             | 4. März 1869 – 3. März 1871         | Republikaner          |
| Ebenezer McJunkin         | 4. März 1871 – 1. Januar 1875       | Republikaner          |
| John McCandless Thompson  | 22. Dezember 1874 – 3. März 1875    | Republikaner          |
| Alexander Gilmore Cochran | 4. März 1875 – 3. März 1877         | Demokrat              |
| Thomas McKee Bayne        | 4. März 1877 – 3. März 1891         | Republikaner          |
| William Alexis Stone      | 4. März 1891 – 9. November 1898     | Republikaner          |
| William Harrison Graham   | 29. November 1898 – 3. März 1903    | Republikaner          |
| Allen Foster Cooper       | 4. März 1903 – 3. März 1911         | Republikaner          |
| Thomas Spencer Crago      | 4. März 1911 – 3. März 1913         | Republikaner          |
| Wooda Nicholas Carr       | 4. März 1913 – 3. März 1915         | Demokrat              |
| Robert Freeman Hopwood    | 4. März 1915 – 3. März 1917         | Republikaner          |
| Bruce Foster Sterling     | 4. März 1917 – 3. März 1919         | Demokrat              |
| Samuel Austin Kendall     | 4. März 1919 – 3. März 1923         | Republikaner          |
| William Irvin Swoope      | 4. März 1923 – 3. März 1927         | Republikaner          |
| James Mitchell Chase      | 4. März 1927 – 3. März 1933         | Republikaner          |
| Jacob Banks Kurtz         | 4. März 1933 – 3. Januar 1935       | Republikaner          |
| Don Hilary Gingery        | 3. Januar 1935 – 3. Januar 1939     | Demokrat              |
| James Edward Van Zandt    | 3. Januar 1939 – 24. September 1943 | Republikaner          |
| John Buell Snyder         | 3. Januar 1945 – 24. Februar 1946   | Demokrat              |
| Carl Henry Hoffman        | 21. Mai 1946 – 3. Januar 1947       | Republikaner          |
| William Josiah Crow       | 3. Januar 1947 – 3. Januar 1949     | Republikaner          |
| Anthony Cavalcante        | 3. Januar 1949 – 3. Januar 1951     | Demokrat              |
| Edward Lewis Sittler      | 3. Januar 1951 – 3. Januar 1953     | Republikaner          |
| Leon Harry Gavin          | 3. Januar 1953 – 15. September 1963 | Republikaner          |
| Albert Walter Johnson     | 5. November 1963 – 3. Januar 1977   | Republikaner          |
| Joseph Scofield Ammerman  | 3. Januar 1977 – 3. Januar 1979     | Demokrat              |
| William Floyd Clinger     | 3. Januar 1979 – 3. Januar 1993     | Republikaner          |

## 24. Sitz (1823–1983)
| Name                            | Amtszeit                         | Partei                |
| ------------------------------- | -------------------------------- | --------------------- |
| James Allison                   | 4. März 1823 – 1825              | Democratic Republican |
| Robert Orr                      | 11. Oktober 1825 – 3. März 1829  | Democratic Republican |
| John Gilmore                    | 4. März 1829 – 3. März 1833      | Demokrat              |
| Thomas McKean Thompson McKennan | 4. März 1833 – 3. März 1839      | Anti-Masonic Party    |
| Isaac Leet                      | 4. März 1839 – 3. März 1841      | Demokrat              |
| Joseph Lawrence                 | 4. März 1841 – 17. April 1842    | Whig                  |
| Thomas McKean Thompson McKennan | 30. Mai 1842 – 3. März 1843      | Whig                  |
| Joseph Buffington               | 4. März 1843 – 3. März 1847      | Whig                  |
| Alexander Irvin                 | 4. März 1847 – 3. März 1849      | Whig                  |
| Alfred Gilmore                  | 4. März 1849 – 3. März 1853      | Demokrat              |
| John Dick                       | 4. März 1853 – 3. März 1855      | Whig                  |
| David Barclay                   | 4. März 1855 – 3. März 1857      | Demokrat              |
| James Lisle Gillis              | 4. März 1857 – 3. März 1859      | Demokrat              |
| Chapin Hall                     | 4. März 1859 – 3. März 1861      | Republikaner          |
| John Patton                     | 4. März 1861 – 3. März 1863      | Republikaner          |
| Jesse Lazear                    | 4. März 1863 – 3. März 1865      | Demokrat              |
| George Van Eman Lawrence        | 4. März 1865 – 3. März 1869      | Republikaner          |
| Joseph Benton Donley            | 4. März 1869 – 3. März 1871      | Republikaner          |
| William McClelland              | 4. März 1871 – 3. März 1873      | Demokrat              |
| William Sutton Moore            | 4. März 1873 – 3. März 1875      | Republikaner          |
| John Winfield Wallace           | 4. März 1875 – 3. März 1877      | Republikaner          |
| William Shadrack Shallenberger  | 4. März 1877 – 3. März 1883      | Republikaner          |
| George Van Eman Lawrence        | 4. März 1883 – 3. März 1885      | Republikaner          |
| Oscar Lawrence Jackson          | 4. März 1885 – 3. März 1889      | Republikaner          |
| Joseph Warren Ray               | 4. März 1889 – 3. März 1891      | Republikaner          |
| Andrew Stewart II               | 4. März 1891 – 26. Februar 1892  | Republikaner          |
| Alexander Kerr Craig            | 26. Februar 1892 – 29. Juli 1892 | Demokrat              |
| William Allen Sipe              | 5. Dezember 1892 – 3. März 1895  | Demokrat              |
| Ernest Francis Acheson          | 4. März 1895 – 3. März 1909      | Republikaner          |
| John Kinley Tener               | 4. März 1909 – 3. März 1911      | Republikaner          |
| Charles Matthews                | 4. März 1911 – 3. März 1913      | Republikaner          |
| Henry Wilson Temple             | 4. März 1913 – 3. März 1923      | Progressive Party     |
| Samuel Austin Kendall           | 4. März 1923 – 3. März 1933      | Republikaner          |
| John Buell Snyder               | 4. März 1933 – 3. Januar 1945    | Demokrat              |
| Thomas Ellsworth Morgan         | 3. Januar 1945 – 3. Januar 1953  | Demokrat              |
| Carroll Dudley Kearns           | 3. Januar 1953 – 3. Januar 1963  | Republikaner          |
| James Dorman Weaver             | 3. Januar 1963 – 3. Januar 1965  | Republikaner          |
| Joseph Phillip Vigorito         | 3. Januar 1965 – 3. Januar 1977  | Demokrat              |
| Marc Lincoln Marks              | 3. Januar 1977 – 3. Januar 1983  | Republikaner          |

## 25. Sitz (1823–1843/1853–1863/1873–1983)
| Name                       | Amtszeit                           | Partei                |
| -------------------------- | ---------------------------------- | --------------------- |
| George Plumer              | 4. März 1823 – 3. März 1827        | Democratic Republican |
| Richard Coulter            | 4. März 1827 – 3. März 1833        | Demokrat              |
| Harmar Denny               | 4. März 1833 – 3. März 1837        | Anti-Masonic Party    |
| Richard Biddle             | 4. März 1837 – 1840                | Anti-Masonic Party    |
| Henry Marie Brackenridge   | 13. Oktober 1840 – 3. März 1841    | Whig                  |
| William Wallace Irwin      | 4. März 1841 – 3. März 1843        | Whig                  |
| William Henry Kurtz        | 4. März 1853 – 3. März 1855        | Demokrat              |
| John Dick                  | 4. März 1855 – 3. März 1859        | Opposition Party      |
| Elijah Babbitt             | 4. März 1859 – 3. März 1863        | Republikaner          |
| Charles Albright           | 4. März 1873 – 3. März 1875        | Republikaner          |
| George A. Jenks            | 4. März 1875 – 3. März 1877        | Demokrat              |
| Harry White                | 4. März 1877 – 3. März 1881        | Republikaner          |
| James Mosgrove             | 4. März 1881 – 3. März 1883        | Greenback Party       |
| John Denniston Patton      | 4. März 1883 – 3. März 1885        | Demokrat              |
| Alexander Colwell White    | 4. März 1885 – 3. März 1887        | Republikaner          |
| James Thompson Maffett     | 4. März 1887 – 3. März 1889        | Republikaner          |
| Charles Champlain Townsend | 4. März 1889 – 3. März 1891        | Republikaner          |
| Eugene Pierce Gillespie    | 4. März 1891 – 3. März 1893        | Demokrat              |
| Thomas Wharton Phillips    | 4. März 1893 – 3. März 1897        | Republikaner          |
| Joseph Baltzell Showalter  | 4. März 1897 – 3. März 1903        | Republikaner          |
| Arthur Laban Bates         | 4. März 1903 – 3. März 1913        | Republikaner          |
| Milton William Shreve      | 4. März 1913 – 3. März 1915        | Republikaner          |
| Michael Liebel             | 4. März 1915 – 3. März 1917        | Demokrat              |
| Henry Alden Clark          | 4. März 1917 – 3. März 1919        | Republikaner          |
| Milton William Shreve      | 4. März 1919 – 3. März 1923        | Republikaner          |
| Henry Wilson Temple        | 4. März 1923 – 3. März 1933        | Republikaner          |
| Charles Isiah Faddis       | 4. März 1933 – 4. Dezember 1942    | Demokrat              |
| Robert Grant Furlong       | 3. Januar 1943 – 3. Januar 1945    | Demokrat              |
| Louis Edward Graham        | 3. Januar 1945 – 3. Januar 1955    | Republikaner          |
| Frank Monroe Clark         | 3. Januar 1955 – 31. Dezember 1974 | Demokrat              |
| Gary Arthur Myers          | 3. Januar 1975 – 3. Januar 1979    | Republikaner          |
| Eugene Vincent Atkinson    | 3. Januar 1979 – 3. Januar 1983    | Demokrat              |

## 26. Sitz (1823–1843/1873–1973)
| Name                           | Amtszeit                            | Partei                |
| ------------------------------ | ----------------------------------- | --------------------- |
| Patrick Farrelly               | 4. März 1823 – 12. Januar 1826      | Democratic Republican |
| Thomas Hale Sill               | 14. März 1826 – 3. März 1827        | Democratic Republican |
| Stephen Barlow                 | 4. März 1827 – 3. März 1829         | Democratic Republican |
| Thomas Hale Sill               | 4. März 1829 – 3. März 1831         | Nationalrepublikaner  |
| John Banks                     | 4. März 1831 – 3. März 1833         | Anti-Masonic Party    |
| Samuel Smith Harrison          | 4. März 1833 – 3. März 1837         | Demokrat              |
| William Beatty                 | 4. März 1837 – 3. März 1841         | Demokrat              |
| William Jack                   | 4. März 1841 – 3. März 1843         | Demokrat              |
| Glenni William Scofield        | 4. März 1873 – 3. März 1875         | Republikaner          |
| James Sheakley                 | 4. März 1875 – 3. März 1877         | Demokrat              |
| John McCandless Thompson       | 4. März 1877 – 3. März 1879         | Republikaner          |
| Samuel Bernard Dick            | 4. März 1879 – 3. März 1881         | Republikaner          |
| Samuel Henry Miller            | 4. März 1881 – 3. März 1885         | Republikaner          |
| George Washington Fleeger      | 4. März 1885 – 3. März 1887         | Republikaner          |
| Norman Hall                    | 4. März 1887 – 3. März 1889         | Demokrat              |
| William Constantine Culbertson | 4. März 1889 – 3. März 1891         | Republikaner          |
| Matthew Griswold               | 4. März 1891 – 3. März 1893         | Republikaner          |
| Joseph Crocker Sibley          | 4. März 1893 – 3. März 1895         | Demokrat              |
| Matthew Griswold               | 4. März 1895 – 3. März 1897         | Republikaner          |
| John Cirby Sturtevant          | 4. März 1897 – 3. März 1899         | Republikaner          |
| Athelston Gaston               | 4. März 1899 – 3. März 1901         | Demokrat              |
| Arthur Laban Bates             | 4. März 1901 – 3. März 1903         | Republikaner          |
| Joseph Horace Shull            | 4. März 1903 – 3. März 1905         | Demokrat              |
| Gustav Adolphus Schneebeli     | 4. März 1905 – 3. März 1907         | Republikaner          |
| Jefferson Davis Brodhead       | 4. März 1907 – 3. März 1909         | Demokrat              |
| Alexander Mitchell Palmer      | 4. März 1909 – 3. März 1915         | Demokrat              |
| Henry Joseph Steele            | 4. März 1915 – 3. März 1921         | Demokrat              |
| William Huntington Kirkpatrick | 4. März 1921 – 3. März 1923         | Republikaner          |
| Thomas Wharton Phillips Jr.    | 4. März 1923 – 3. März 1927         | Republikaner          |
| Jesse Howard Swick             | 4. März 1927 – 3. Januar 1935       | Republikaner          |
| Charles Richard Eckert         | 3. Januar 1935 – 3. Januar 1939     | Demokrat              |
| Louis Edward Graham            | 3. Januar 1939 – 3. Januar 1945     | Republikaner          |
| Harve Tibbott                  | 3. Januar 1945 – 3. Januar 1949     | Republikaner          |
| Robert Lewis Coffey            | 3. Januar 1949 – 20. April 1949     | Demokrat              |
| John Phillips Saylor           | 13. September 1949 – 3. Januar 1953 | Republikaner          |
| Thomas Ellsworth Morgan        | 3. Januar 1953 – 3. Januar 1973     | Demokrat              |

## 27. Sitz (1833–1843/1873–1973)
| Name                      | Amtszeit                         | Partei               |
| ------------------------- | -------------------------------- | -------------------- |
| John Banks                | 4. März 1833 – 1836              | Anti-Masonic Party   |
| John James Pearson        | 5. Dezember 1836 – 3. März 1837  | Nationalrepublikaner |
| Thomas Henry              | 4. März 1837 – 3. März 1843      | Anti-Masonic Party   |
| Lemuel Todd               | 4. März 1873 – 3. März 1875      | Republikaner         |
| Albert Gallatin Egbert    | 4. März 1875 – 3. März 1877      | Demokrat             |
| Lewis Findlay Watson      | 4. März 1877 – 3. März 1879      | Republikaner         |
| James H. Osmer            | 4. März 1879 – 3. März 1881      | Republikaner         |
| Lewis Findlay Watson      | 4. März 1881 – 3. März 1883      | Republikaner         |
| Samuel Myron Brainerd     | 4. März 1883 – 3. März 1885      | Republikaner         |
| William Lawrence Scott    | 4. März 1885 – 3. März 1889      | Demokrat             |
| Lewis Findlay Watson      | 4. März 1889 – 25. August 1890   | Republikaner         |
| Charles Warren Stone      | 4. November 1890 – 3. März 1899  | Republikaner         |
| Joseph Crocker Sibley     | 4. März 1899 – 3. März 1903      | Demokrat             |
| William Orlando Smith     | 4. März 1903 – 3. März 1907      | Republikaner         |
| Joseph Grant Beale        | 4. März 1907 – 3. März 1909      | Republikaner         |
| Jonathan Nicholas Langham | 4. März 1909 – 3. März 1915      | Republikaner         |
| Solomon Taylor North      | 4. März 1915 – 3. März 1917      | Republikaner         |
| Nathan Leroy Strong       | 4. März 1917 – 3. Januar 1935    | Republikaner         |
| Joseph Anthony Gray       | 3. Januar 1935 – 3. Januar 1939  | Demokrat             |
| Harve Tibbott             | 3. Januar 1939 – 3. Januar 1945  | Republikaner         |
| Augustine Bernard Kelley  | 3. Januar 1945 – 3. Januar 1953  | Demokrat             |
| James Grove Fulton        | 3. Januar 1953 – 6. Oktober 1971 | Republikaner         |
| William Sheldrick Conover | 25. April 1972 – 3. Januar 1973  | Republikaner         |

## 28. Sitz (1833–1843/1883–1963)
| Name                      | Amtszeit                           | Partei                     |
| ------------------------- | ---------------------------------- | -------------------------- |
| John Galbraith            | 4. März 1833 – 3. März 1837        | Demokrat                   |
| Arnold Plumer             | 4. März 1837 – 3. März 1839        | Demokrat                   |
| John Galbraith            | 4. März 1839 – 3. März 1841        | Demokrat                   |
| Arnold Plumer             | 4. März 1841 – 3. März 1843        | Demokrat                   |
| Mortimer Fitzland Elliott | 4. März 1883 – 3. März 1885        | Demokrat                   |
| Edwin Sylvanus Osborne    | 4. März 1885 – 3. März 1889        | Republikaner               |
| James Kerr                | 4. März 1889 – 3. März 1891        | Demokrat                   |
| George Frederic Kribbs    | 4. März 1891 – 3. März 1895        | Demokrat                   |
| William Carlile Arnold    | 4. März 1895 – 3. März 1899        | Republikaner               |
| James Knox Polk Hall      | 4. März 1899 – 29. November 1902   | Demokrat                   |
| Joseph Crocker Sibley     | 4. März 1903 – 3. März 1907        | Republikaner               |
| Nelson Platt Wheeler      | 4. März 1907 – 3. März 1911        | Republikaner               |
| Peter Moore Speer         | 4. März 1911 – 3. März 1913        | Republikaner               |
| Willis James Hulings      | 4. März 1913 – 3. März 1915        | Progressive Party          |
| Samuel Henry Miller       | 4. März 1915 – 3. März 1917        | Republikaner               |
| Orrin Dubbs Bleakley      | 4. März 1917 – 3. April 1917       | Republikaner               |
| Earl Hanley Beshlin       | 6. November 1917 – 3. März 1919    | Demokrat/Prohibition Party |
| Willis James Hulings      | 4. März 1919 – 3. März 1921        | Republikaner               |
| Harris Jacob Bixler       | 4. März 1921 – 3. März 1927        | Republikaner               |
| Thomas Cunningham Cochran | 4. März 1927 – 3. März 1933        | Republikaner               |
| William Markle Berlin     | 4. März 1933 – 3. Januar 1937      | Demokrat                   |
| Robert Gray Allen         | 3. Januar 1937 – 3. Januar 1941    | Demokrat                   |
| Augustine Bernard Kelley  | 3. Januar 1941 – 3. Januar 1945    | Demokrat                   |
| Robert Lewis Rodgers      | 3. Januar 1945 – 3. Januar 1947    | Republikaner               |
| Carroll Dudley Kearns     | 3. Januar 1947 – 3. Januar 1953    | Republikaner               |
| Herman Peter Eberharter   | 3. Januar 1953 – 9. September 1958 | Demokrat                   |
| William Singer Moorhead   | 3. Januar 1959 – 3. Januar 1963    | Demokrat                   |

## 29. Sitz (1893–1963)
| Name                    | Amtszeit                        | Partei       |
| ----------------------- | ------------------------------- | ------------ |
| William Lilly           | 4. März 1893 – 1. Dezember 1893 | Republikaner |
| Galusha Aaron Grow      | 26. Februar 1894 – 3. März 1903 | Republikaner |
| George Shiras           | 4. März 1903 – 3. März 1905     | Republikaner |
| William Harrison Graham | 4. März 1905 – 3. März 1911     | Republikaner |
| Stephen Geyer Porter    | 4. März 1911 – 3. März 1923     | Republikaner |
| Milton William Shreve   | 4. März 1923 – 3. März 1933     | Republikaner |
| Charles Noel Crosby     | 4. März 1933 – 3. Januar 1939   | Demokrat     |
| Robert Lewis Rodgers    | 3. Januar 1939 – 3. Januar 1945 | Republikaner |
| Howard Edmond Campbell  | 3. Januar 1945 – 3. Januar 1947 | Republikaner |
| John McDowell           | 3. Januar 1947 – 3. Januar 1949 | Republikaner |
| Harry James Davenport   | 3. Januar 1949 – 3. Januar 1951 | Demokrat     |
| Harmar Denny Denny      | 3. Januar 1951 – 3. Januar 1953 | Republikaner |
| Robert James Corbett    | 3. Januar 1953 – 3. Januar 1963 | Republikaner |

## 30. Sitz (1893–1963)
| Name                     | Amtszeit                           | Partei            |
| ------------------------ | ---------------------------------- | ----------------- |
| Alexander McDowell       | 4. März 1893 – 3. März 1895        | Republikaner      |
| George Franklin Huff     | 4. März 1895 – 3. März 1897        | Republikaner      |
| Samuel Arza Davenport    | 4. März 1897 – 3. März 1901        | Republikaner      |
| Robert Hermann Foerderer | 4. März 1901 – 3. März 1903        | Republikaner      |
| John Dalzell             | 4. März 1903 – 3. März 1913        | Republikaner      |
| Melville Clyde Kelly     | 4. März 1913 – 3. März 1915        | Republikaner      |
| William Henry Coleman    | 4. März 1915 – 3. März 1917        | Republikaner      |
| Melville Clyde Kelly     | 4. März 1917 – 3. März 1923        | Progressive Party |
| Everett Kent             | 4. März 1923 – 3. März 1925        | Demokrat          |
| William Radford Coyle    | 4. März 1925 – 3. März 1927        | Republikaner      |
| Everett Kent             | 4. März 1927 – 3. März 1929        | Demokrat          |
| William Radford Coyle    | 4. März 1929 – 3. März 1933        | Republikaner      |
| Joshua Twing Brooks      | 4. März 1933 – 3. Januar 1937      | Demokrat          |
| Peter Joseph De Muth     | 3. Januar 1937 – 3. Januar 1939    | Demokrat          |
| Robert James Corbett     | 3. Januar 1939 – 3. Januar 1941    | Republikaner      |
| Thomas Edward Scanlon    | 3. Januar 1941 – 3. Januar 1943    | Demokrat          |
| Samuel Arthur Weiss      | 3. Januar 1943 – 3. Januar 1945    | Demokrat          |
| Robert James Corbett     | 3. Januar 1945 – 3. Januar 1953    | Republikaner      |
| Vera Daerr Buchanan      | 3. Januar 1953 – 26. November 1955 | Demokrat          |
| Elmer Joseph Holland     | 24. Januar 1956 – 3. Januar 1963   | Demokrat          |

## 31. Sitz (1903–1953)
| Name                    | Amtszeit                        | Partei                    |
| ----------------------- | ------------------------------- | ------------------------- |
| Henry Kirke Porter      | 4. März 1903 – 3. März 1905     | Unabhängiger Republikaner |
| James Francis Burke     | 4. März 1905 – 3. März 1915     | Republikaner              |
| John Mary Morin         | 4. März 1915 – 3. März 1923     | Republikaner              |
| Adam Martin Wyant       | 4. März 1923 – 3. März 1933     | Republikaner              |
| Melville Clyde Kelly    | 4. März 1933 – 3. Januar 1935   | Republikaner              |
| James Leland Quinn      | 3. Januar 1935 – 3. Januar 1939 | Demokrat                  |
| John McDowell           | 3. Januar 1939 – 3. Januar 1941 | Republikaner              |
| Samuel Arthur Weiss     | 3. Januar 1941 – 3. Januar 1943 | Demokrat                  |
| Herman Peter Eberharter | 3. Januar 1943 – 3. Januar 1945 | Demokrat                  |
| James Grove Fulton      | 3. Januar 1945 – 3. Januar 1953 | Republikaner              |

## 32. Sitz (1903–1953)
| Name                     | Amtszeit                        | Partei                    |
| ------------------------ | ------------------------------- | ------------------------- |
| James W. Brown           | 4. März 1903 – 3. März 1905     | Unabhängiger Republikaner |
| Andrew Jackson Barchfeld | 4. März 1905 – 3. März 1917     | Republikaner              |
| Guy Edgar Campbell       | 4. März 1917 – 3. März 1923     | Demokrat                  |
| Stephen Geyer Porter     | 4. März 1923 – 27. Juni 1930    | Republikaner              |
| Edmund Frederick Erk     | 4. November 1930 – 3. März 1933 | Republikaner              |
| Michael Joseph Muldowney | 4. März 1933 – 3. Januar 1935   | Republikaner              |
| Theodore Leo Moritz      | 3. Januar 1935 – 3. Januar 1937 | Demokrat                  |
| Herman Peter Eberharter  | 3. Januar 1937 – 3. Januar 1943 | Demokrat                  |
| James Assion Wright      | 3. Januar 1943 – 3. Januar 1945 | Demokrat                  |
| Herman Peter Eberharter  | 3. Januar 1945 – 3. Januar 1953 | Demokrat                  |

## 33. Sitz (1913–1953)
| Name                         | Amtszeit                        | Partei       |
| ---------------------------- | ------------------------------- | ------------ |
| Fred Ewing Lewis             | 4. März 1913 – 3. März 1915     | Republikaner |
| John Roger Kirkpatrick Scott | 4. März 1915 – 3. März 1919     | Republikaner |
| William Joseph Burke         | 4. März 1919 – 3. März 1923     | Republikaner |
| Melville Clyde Kelly         | 4. März 1923 – 3. März 1933     | Republikaner |
| Henry Clayton Ellenbogen     | 4. März 1933 – 3. Januar 1938   | Demokrat     |
| Joseph A. McArdle            | 3. Januar 1939 – 5. Januar 1942 | Demokrat     |
| Elmer Joseph Holland         | 19. Mai 1942 – 3. Januar 1943   | Demokrat     |
| William Irvin Troutman       | 3. Januar 1943 – 3. Januar 1945 | Republikaner |
| Samuel Arthur Weiss          | 3. Januar 1945 – 7. Januar 1946 | Demokrat     |
| Frank Buchanan               | 21. Mai 1946 – 27. April 1951   | Demokrat     |
| Vera Daerr Buchanan          | 24. Juli 1951 – 3. Januar 1953  | Demokrat     |

## 34. Sitz (1913–1943)
| Name                    | Amtszeit                        | Partei       |
| ----------------------- | ------------------------------- | ------------ |
| John Mary Morin         | 4. März 1913 – 3. März 1915     | Republikaner |
| Thomas Spencer Crago    | 4. März 1915 – 3. März 1921     | Republikaner |
| Joseph McLaughlin       | 4. März 1921 – 3. März 1923     | Republikaner |
| John Mary Morin         | 4. März 1923 – 3. März 1929     | Republikaner |
| Patrick Joseph Sullivan | 4. März 1929 – 3. März 1933     | Republikaner |
| Matthew Anthony Dunn    | 4. März 1933 – 3. Januar 1941   | Demokrat     |
| James Assion Wright     | 3. Januar 1941 – 3. Januar 1943 | Demokrat     |

## 35. Sitz (1913–1933)
| Name                    | Amtszeit                    | Partei       |
| ----------------------- | --------------------------- | ------------ |
| Anderson Howell Walters | 4. März 1913 – 3. März 1915 | Republikaner |
| Daniel Franklin Lafean  | 4. März 1915 – 3. März 1917 | Republikaner |
| Joseph McLaughlin       | 4. März 1917 – 3. März 1919 | Republikaner |
| Anderson Howell Walters | 4. März 1919 – 3. März 1923 | Republikaner |
| James McDevitt Magee    | 4. März 1923 – 3. März 1927 | Republikaner |
| Harry Allison Estep     | 4. März 1927 – 3. März 1933 | Republikaner |

## 36. Sitz (1913–1933)
| Name                   | Amtszeit                          | Partei       |
| ---------------------- | --------------------------------- | ------------ |
| Arthur Ringwalt Rupley | 4. März 1913 – 3. März 1915       | Republikaner |
| Mahlon Morris Garland  | 4. März 1915 – 19. November 1920  | Republikaner |
| Thomas Spencer Crago   | 20. September 1921 – 3. März 1923 | Republikaner |
| Guy Edgar Campbell     | 4. März 1923 – 3. März 1933       | Republikaner |